# Războiul Civil Finlandez
Războiul Civil Finlandez (27 ianuarie–15 mai 1918) a avut ca obiectiv preluarea controlului asupra Finlandei în timpul tranziției sale de la statutul de Mare Ducat în cadrul Imperiului Rus la cel de stat independent. Conflictul a făcut parte din agitația națională, politică și socială produsă de Primul Război Mondial (Frontul de Est) în Europa. Părțile implicate în conflict au fost roșiii, conduși de Partidul Social-Democrat și albii, conduși de Senatul nesocialist, dominat de conservatori. Gruparea paramilitară Gărzile Roșii, formată din muncitori din industrie și agricultură, controla orașele și centrele industriale din Finlanda de sud. Gruparea paramilitară Garda Albă, formată din țărani și facțiuni ale claselor de mijloc și superioară, controlau zonele rurale din centrul și nordul Finlandei.
Marele Ducat al Finlandei, teritoriu autonom al Imperiului Rus, se dezvolta treptat într-un stat finlandez. Până în 1917, societatea finlandeză trecuse prin creșteri demografice rapide, industrializare și în cadrul ei apăruse o amplă mișcare muncitorească. Sistemul politic al țării era într-o fază instabilă de democratizare și modernizare, în timp ce situația socio-economică și statutul cultural-național ale populației se ameliorau treptat. Primul Război Mondial a dezbinat Imperiul Rus și Marele său Ducat, și a dus la lupte pentru putere între mișcarea muncitorească, cu înclinații de stânga, și nesocialiștii, mai conservatori, în absența unei forțe armate sau polițienești neutre. Declarația de independență a Finlandei din 6 decembrie 1917 nu a reușit să unifice națiunea.
Roșiii au dus o ofensivă generală nereușită în februarie 1918, aprovizionați cu arme din Rusia Sovietică. În martie, a început o contraofensivă a albilor, întărită în aprilie de un contingent al Armatei Imperiale Germane. Acțiunile militare decisive ale războiului au fost bătăliile de la Tampere și Viipuri, ambele câștigate de albi, și bătăliile de la Helsinki și Lahti, câștigate de armatele germane, ceea ce a dus la victoria de ansamblu a Albilor aliați cu Germania. Atât roșiii cât și albii au practicat teroarea politică. Un număr mare de roșii au murit de malnutriție și de boli în lagărele de prizonieri. În total, circa 39.000 de oameni au murit în război, dintre care 36.000 au fost finlandezi—dintr-o populație totală de 3.000.000.
După conflict, finlandezii au trecut de sub dominația rusească în sfera de influență a Imperiului German. Senatul conservator a încercat să înființeze o monarhie finlandeză, dar planul a fost abandonat după înfrângerea Germaniei în Primul Război Mondial. Finlanda a devenit republică independentă și stat democratic. Războiul a divizat națiunea pentru mulți ani și rămâne evenimentul cu cea mai mare încărcătură emoțională din istoria Finlandei. Societatea a fost reunificată prin compromisuri sociale bazate pe cultivarea pe termen lung a unei politici și religii moderate, pe rezultatele Primului Război Mondial și pe revenirea economică postbelică.

## Contextul
Principalul factor declanșator al Războiului Civil Finlandez a fost Primul Război Mondial; Imperiul Rus s-a prăbușit sub presiunea războiului, ceea ce a dus la Revoluțiile din Februarie și din Octombrie 1917. Dezmembrarea sa a dus la un mare vid de putere și la lupte pentru putere în Europa de Est. Marele Ducat autonom al Finlandei, ca parte a Imperiului Rus, a fost absorbit de acest vid și de luptele pentru putere. Războiul propriu-zis nu s-a desfășurat pe teritoriul Finlandei, mai puțin însemnat din punct de vedere geopolitic, decât la începutul lui 1918, dar conflictul dintre Imperiul German și Rusia a avut un impact indirect asupra finlandezilor. De la sfârșitul secolului al XIX-lea, Marele Ducat devenise o sursă vitală de materii prime, produse industriale, hrană și forță de muncă ieftină pentru capitala rusă Petrograd (Sankt Petersburg), iar Primul Război Mondial a accentuat acest rol. Sub aspect strategic, teritoriul finlandez reprezenta secțiunea nordică a porții estono-finlandeze și zona-tampon de la și către Petrograd, prin Golful Finlandei, zona Narva și Istmul Karelian.
Imperiul German vedea Europa de Est—în principal Rusia—ca sursă majoră de produse vitale și materii prime pentru susținerea capacității țării, atât în timpul Primului Război Mondial, cât și în viitor. Cu resursele interne solicitate de războiul pe două fronturi, Germania a dus o politică de dezmembrare a Rusiei din interior, susținând financiar grupări revoluționare ca bolșevicii și Partidul Socialist Revoluționar (SR) și facțiunile separatiste, cum ar fi activiștii finlandezi cu înclinații germaniste. Germania a cheltuit 30–40 de milioane de mărci în aceste scopuri. Controlul asupra Finlandei ar fi permis Armatei Imperiale Germane să pătrundă în Rusia până la Sankt Petersburg și să penetreze spre Peninsula Kola spre nord-est, zonă bogată în materii prime pentru minerit. Finlanda avea și ea resurse minerale mari și o industrie forestieră bine dezvoltată.
Între 1809–1898, perioadă denumită Pax Russica, relațiile fino-ruse fuseseră deosebit de pașnice și stabile prin comparație cu alte părți ale Imperiului Rus. Înfrângerea Rusiei în Războiul Crimeii din anii 1850 a dus la tentative de grăbire a modernizării țării. Aceasta a dus la peste 50 de ani de dezvoltare pozitivă pe plan economic, industrial, cultural și educativ în Marele Ducat al Finlandei, inclusiv la ameliorarea statutului limbii finlandeze. Toate acestea au încurajat naționalismul finlandez și unitatea culturală prin nașterea mișcării fennomane, care îi lega pe finlandezi de sistemul intern de guvernare și conducea la ideea de a face ca Marele Ducat al Finlandei să fie un stat din ce în ce mai autonom în cadrul Imperiului Rus.
În 1899, Imperiul Rus a inițiat o politică de integrare prin rusificarea Finlandei, cu scopul de a crește controlul militar și administrativ asupra Marelui Ducat. Situația militară și strategică a Rusiei devenise mai dificilă din cauza creșterii puterii Germaniei și Japoniei, iar ideea panslavismului căpăta rădăcini la Sankt Petersburg. O putere centrală a „Uniunii Multinaționale Dinastice Ruse” dorea să unifice țara mare și eterogenă. Finlandezii, care se bucuraseră de largi puteri locale și de autonomie, au denumit politica de integrare „Prima Perioadă de Oprimare, 1899–1905”, și au început să pregătească pentru prima oară o separare de Rusia și suveranitatea Finlandei. Lupta pentru putere a dus la apariția diferitelor grupări politice finlandeze în funcție de raportul dorit de ele cu Rusia. Cea mai radicală, mișcarea activistă, includea grupări anarhiste ale clasei muncitoare și ale intelectualității suedofone și practica atacuri teroriste. În timpul Primului Război Mondial, odată cu creșterea germanismului, svecomanii și-au început colaborarea secretă cu Germania Imperială, și din 1915–1917, în Germania a fost pregătit un batalion de finlandezi, „Jägerii” (Jääkärit) format din circa 1.900 de voluntari.

### Politica
Principalele motive pentru creșterea tensiunilor politice între finlandezi au fost domnia autocrată a țarului rus și sistemul nedemocratic de clase al stărilor generale. Sistemul își avea originea în regimul imperial suedez, dinaintea dominației rusești, și diviza poporul finlandez în două grupuri, separate pe criterii economice, sociale și politice. Populația Finlandei a crescut rapid în secolul al XIX-lea (de la 860.000 în 1810 la 3.130.000 în 1917), și a apărut o clasă de muncitori în industrie și agricultură, precum și una de țărani fără pământ. Revoluția Industrială a fost rapidă în Finlanda, deși ea a început mai târziu ca în țările Europei de Vest. Industrializarea a fost finanțată de stat, iar unele dintre problemele sociale asociate procesului industrial au fost reduse prin controlul administrației. Între muncitorimea urbană, problemele socio-economice s-au acutizat în perioadele de criză industrială. Situația muncitorilor rurali se înrăutățise de la sfârșitul secolului al XIX-lea, agricultura devenind mai eficientă și mai orientată către piață, iar industria în curs de dezvoltare nu absorbea ca forță de muncă creșterea demografică de la sate.
Diferențele între culturile scandinavo-finlandeză și ruso-slavă au avut un impact și asupra integrării naționale a finlandezilor; facțiunea socială a claselor de sus au preluat conducerea, dar puterea pe plan intern a primit-o de la țarul rus în 1809. Stările puneau la cale construirea unui stat finlandez din ce în ce mai autonom, condus de elite și de intelectualitate. Fennomanii în special doreau să includă oamenii de rând într-un rol apolitic pentru a reduce frământările cauzate de probleme sociale; țăranii și clerul se alăturaseră cauzei oamenilor de rând în fața industrializării pe scară largă. Mișcarea muncitorească, asociațiile de tineret și mișcare moderată au fost la început conduse „de sus”.
Condițiile sociale, nivelul de trai și încrederea în sine a muncitorilor s-au îmbunătățit treptat datorită industrializării în perioada 1870–1916 dar, în timp ce nivelul de trai creștea în rândul oamenilor de rând, prăpastia între săraci și bogați se adâncea vizibil. Conștiința crescândă a oamenilor de rând față de chestiunile politice și socio-economice interacționa cu ideile socialismului, social-liberalismului și nationalismului (Fennomania). Răspunsurile populației și contramăsurile corespunzătoare ale aristocrației au înrăutățit relațiile sociale în Finlanda.
Mișcarea muncitorească finlandeză, apărută la sfârșitul secolului al XIX-lea din mișcările populară, moderată și religioasă, precum și din fennomania, avea un caracter naționalist finlandez și muncitoresc. Din 1899–1906, mișcarea muncitorească a devenit complet independentă, dezbrăcată de gândirea patriarhală a stărilor „fennomane⁠(d)”, și era reprezentată de Partidul Social-Democrat⁠(d) finlandez, înființat la 1899. Activismul muncitorilor fusese direcționat atât către opoziția față de rusificare cât și către dezvoltarea unei politici interne care să abordeze problemele sociale, și răspundea cererilor pentru democrație. Aceasta a fost o reacție față de disputa internă, începută din anii 1880, între nobilimea și burghezia finlandeză pe de o parte, și mișcarea muncitorească pe de altă parte, pe marginea dreptului la vot pentru oamenii de rând. Pe lângă obligațiile lor ca locuitori supuși, pașnici și apolitici ai Marelui Ducat, care cu câteva decenii în urmă acceptaseră sistemul de clase ca ordine naturală a vieții lor, populația începuse să revendice din ce în ce mai zgomotos drepturi civile și cetățenie în societatea finlandeză. Lupta pentru putere între stările finlandeze și administrația rusă furnizase un model și un spațiu concrete pentru mișcarea muncitorească. Pe de altă parte, datorită unei tradiții de cel puțin un secol și datorită experienței în ce privește exercitarea puterii administrative, elita finlandeză se vedea ca putere naturală inerentă în cadrul Marelui Ducat.
În cele din urmă, lupta politică pentru democrație a fost rezolvată în afara Finlandei, prin politica puterilor internaționale; războiul eșuat al Imperiului Rus din 1904-1905 împotriva Japoniei a dus la Revoluția din 1905 în Rusia și la o grevă generală în Finlanda. Într-o încercare de a potoli nemulțumirea generală, sistemul stărilor a fost abolit prin reforma parlamentară din 1906, care a introdus și votul universal. Greva generală a crescut substanțial popularitatea social-democraților; ca proporție din populație, partidul era cea mai puternică mișcare socialistă din lume. Pe lângă susținerea primară și vitală a muncitorilor din industrie, socialiștii câștigaseră și susținerea muncitorilor din agricultură, datorită integrității sociale puternice între muncitorimea urbană și cea rurală.
Reforma din 1906 a fost un salt uriaș în liberalizarea politică și socială a populației Finlandei. Familia imperială rusă fusese cea mai autocrată și mai conservatoare din Europa, iar poporul finlandez suferise această autocrație și acest conservatorism prin intermediul celor patru stări finlandeze. Deși majoritatea țărilor Europei de Vest adoptaseră parlamente bicamerale până la sfârșitul secolului al XIX-lea, în 1906, finlandezii au adoptat un parlament unicameral, iar femeile au fost incluse în votul universal. Toți adulții finlandezi au primit drept de vot, ceea ce a crescut numărul de alegători de la 126.000 la 1.273.000. În curând, aceasta a adus circa 50% din voturi social-democraților. Țarul și-a recâștigat autoritatea după criza revoluționară din 1905, și-a redobândit rolul de Mare Duce al Finlandei și, în a doua perioadă de rusificare dintre 1908 și 1917, a neutralizat funcțiile și puterile noului parlament. Împăratul vedea Parlamentul ca având doar rol consultativ. El singur hotăra compoziția Senatului finlandez, care nu se corela cu adunarea Parlamentului, desființând orice idee de parlamentarism adevărat. Țarul a dizolvat Parlamentul și a ordonat noi alegeri aproape anual între 1908–1916.
Capacitatea Parlamentului de a rezolva problemele sociale și economice majore era limitată de confruntările între reprezentanții populației needucate și cei ai fostelor stări, obișnuite cu atitudinile și cu dominația aristocrației. În același timp, a escaladat și conflictul între angajatorii industriali și muncitorii lor, industriașii refuzând negocierile colective și dreptul la sindicate care să reprezinte muncitorii; angajatorii dictau contractele care se semnau la nivel personal. Deși procesul parlamentar dezamăgise mișcarea muncitorească, majoritatea din Parlamentul finlandez părea a fi singura cale spre o societate mai echilibrată economic și social. De aceea, muncitorii finlandezi se identificau puternic cu statul lor. Împreună, aceste evoluții politice au dus la condiții care au încurajat o luptă pentru conducerea statului finlandez în cei zece ani dinaintea prăbușirii Imperiului Rus.

### Revoluția din Februarie

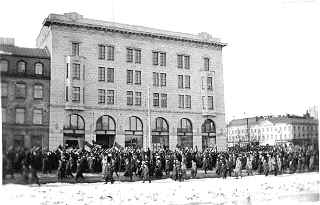
Grevă la Helsinki, 1917. Muncitorii cereau hrană și schimbarea totală a puterii legislative de la guvernul rus la parlamentul finlandez.

Programul mai sever de rusificare, denumit de finlandezi „a Doua Perioadă de Oprimare, 1908–1917”, a fost oprit la 15 martie 1917 prin înlăturarea țarului rus Nicolae al II-lea. Motivul imediat pentru prăbușirea Imperiului Rus a fost criza produsă de înfrângerile militare din războiul împotriva Imperiului German și de dorința de încheiere a războiului⁠(d) în rândul rușilor. Cauzele mai profunde rezidau în coliziunea între cel mai conservator și mai autocrat regim din Europa și cerințele poporului rus de modernizare socio-economică. Puterea țarului a fost transferată parlamentului rus, Duma, și Guvernului Provizoriu, de dreapta, dar a fost contestată de Sovietul de la Petrograd, ceea ce a dus la apariția unei puteri duale în țară.
Finlandei i-a fost restaurată autonomia în martie 1917, iar revolta din Rusia a adus Parlamentului finlandez pentru prima oară adevărata putere politică. Stânga, formată mai ales din social-democrați, acoperea un spectru larg, de la moderați la socialiști radicali; dreapta era și mai diversă, de la social-liberali la conservatori moderați și conservatori de dreapta. Principalele patru partide erau:
- Partidul Finlandez⁠(d), conservator;
- Tânărul Partid Finlandez⁠(d) cuprinzând liberali și conservatori (acestea primele două fiind urmașele fostelor partide „fennomane”, liberalii împărțiți în social-liberali și liberali economici);
- Liga Agrară⁠(d), social reformistă și centristă, care era susținută în special de țărani cu ferme mici sau medii; și
- Partidul Popular Suedez, conservator, care încerca să păstreze drepturile fostei nobilimi și pe ale minorității suedofone din Finlanda.[19]

De-a lungul anului 1917, finlandezii s-au confruntat cu o dăunătoare interacțiune între lupta de putere și disoluția societății. Prăbușirea Rusiei a indus o reacție de dezintegrare în lanț în sânul societății finlandeze, începând cu guvernul și continuând cu puterea militară, cu economia și răspândindu-se în toate domeniile, cum ar fi administrația locală și locurile de muncă, și terminând la nivel de cetățeni individuali sub forma unor schimbări și a unor probleme de libertate, responsabilitate și moralitate. Social-democrații aveau ca scop reținerea drepturilor politice deja dobândite ale mișcării muncitorești, și obținerea puterii asupra oamenilor și societății. Conservatorii se temeau să nu-și piardă vechea putere economică și socială. Ambele facțiuni, în cadrul cărora existau grupări ce ținteau supremația totală, au colaborat cu forțele politice corespunzătoare din Rusia, adâncind divizarea națiunii.
Ca o consecință a dezvoltării sociale dezechilibrate și a perpetuării poziționării mișcării muncitorești în opoziție, Partidul Social-Democrat obținuse o majoritate absolută în noul Parlament al Finlandei, la alegerile legislative generale din 1916. Noul Senat a fost format în martie 1917 de către social-democrați și de liderul sindical Oskari Tokoi. Cabinetul său nu reflecta însă componența parlamentului finlandez, cu majoritate absolută dată de socialiști. El cuprindea șase reprezentanți ai social-democraților și șase din partidele nesocialiste. Teoretic, noul Senat consta dintr-o coaliție națională largă, dar în practică, cum principalele grupări politice nu erau dispuse la compromis și cei mai experimentați politicieni rămăseseră în afară, acesta s-a dovedit incapabil să rezolve vreuna din problemele majore ale Finlandei. După prima Revoluție Rusă din 1917 din Februarie, puterea politică reală a coborât la nivelul străzii sub forma mitingurilor de masă, a grevelor și a consiliilor de stradă formate din muncitori și soldați și organizațiilor active de angajatori, toate având ca scop subminarea autorității statului.
Creșterea economică rapidă stimulată de Primul Război Mondial, care a crescut veniturile multor muncitori din industrie și profiturile angajatorilor lor în 1915 și 1916, s-a prăbușit odată cu Revoluția din Februarie. Scăderea pe cale de consecință a producției și a economiei a condus la șomaj și inflație. Pentru cei care aveau un loc de muncă, Revoluția din Februarie le-a adus libertatea de a căuta rezolvarea pe termen lung a problemelor vieții lor grele de muncitori; muncitorii au început să ceară ziua de lucru de opt ore, condiții mai bune de muncă și salarii mai mari. Cererile au dus la demonstrații și greve pe scară largă atât în industrie cât și în agricultură în toată Finlanda.
Proviziile de hrană ale țării depindeau de cerealele produse în sudul Rusiei, finlandezii fiind specializați pe lapte și unt. Încetarea importurilor de cereale din Rusia aflată în dezintegrare a dus la penurii de alimente în Finlanda. Senatul a răspuns introducând raționalizarea și controlul prețurilor. Fermierii se opuneau controlului de stat; s-a format rapid o piață neagră cu alimente la prețuri mari și exportul către piața liberă a zonei Petrograd a crescut. Proviziile de hrană, prețurile, și în cele din urmă frica de foamete au devenit probleme politice emoționale între fermieri și muncitori, mai ales cei șomeri. Oamenii de rând, ale căror temeri erau exploatate de politicieni și de mass-media politice, au ieșit în stradă. În ciuda penuriei de alimente, înainte de război Finlanda nu fusese lovită de vreo foamete. Factorii economici au rămas factor de susținere a crizei din 1917, dar doar un aspect secundar al luptei pentru putere în stat.

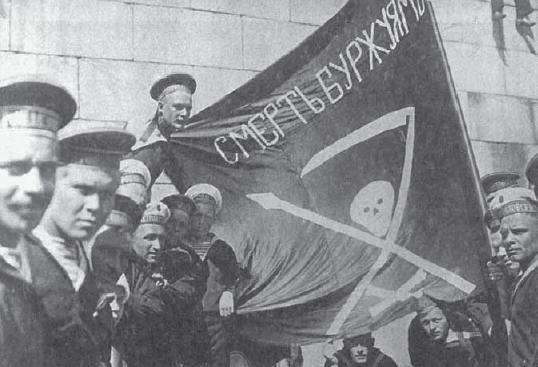
Soldați ruși revoluționari din diferite grupări politice s-au adăugat la temerile de instabilitate din 1917.

#### Lupta pentru conducere
Adoptarea în Senat a legii Tokoi, denumită „Legea Puterii”, în iulie 1917, a devenit prima dintre cele trei culminări ale luptei pentru putere între social-democrați și conservatori din timpul crizei politice ce a avut loc între martie 1917 și sfârșitul lui ianuarie 1918. Căderea țarului Rusiei a deschis problema cui va deține cea mai înaltă putere politică în fostul Mare Ducat. Deși finlandezii acceptaseră manifestul eliberator (din perioada 1908–1916) din martie 1917 emis de guvernul provizoriu rus, ei încă puneau la cale cel puțin o extindere a fostei autonomii.
Revoluția din Februarie dăduse impuls social-democraților finlandezi: erau majoritari detașat în Parlament și la limită în Senat. După deceniile de dezamăgiri politice, social-democrații aveau ocazia să preia puterea. Conservatorii s-au alarmat de continua creștere a bazei de susținere a socialiștilor în anii 1899–1916, care ajunsese la apogeu în 1917 cu dominarea de către ei a Parlamentului și Senatului, fără controlul exercitat de țar și de administrația rusească; socialiștii trebuia să fie opriți înainte să modifice structura de putere în țară.
„Legea Puterii” încorpora un plan al social-democraților de a crește și concentra substanțial puterea Parlamentului, ca reacție la conducerea neparlamentară și conservatoare a Senatului finlandez dintre 1906 and 1916. Legea contribuia și la lărgirea autonomiei Finlandei, restricționând influența rusească asupra chestiunilor interne finlandeze: guvernul provizoriu al Rusiei va determina doar politicile externă și militară ale Finlandei. În Parlament, legea a fost adoptată cu susținerea social-democraților, a Ligii Agrare, și a unor activiști de dreapta și nesocialiști dornici de suveranitate pentru Finlanda. Conservatorii se opuneau legii și unii dintre cei mai de dreapta deputați au demisionat din Parlament.
La Petrograd, planul social-democraților avea susținerea lui Vladimir Lenin și a bolșevicilor, care în iulie 1917 puneau la cale o revoltă împotriva guvernului provizoriu. În cele din urmă, guvernul încă mai avea susținerea armatei ruse; în „zilele din Iulie”, Lenin a fost oprit și obligat să fugă în Finlanda. În timp ce războiul rușilor contra Germaniei se apropia tot mai mult de o înfrângere totală, a devenit evidentă semnificația zonei Finlandei ca zonă-tampon de protejare a Petrogradului, iar guvernul provizoriu a dezaprobat „Legea Puterii” și a trimis mai multe trupe rusești în Finlanda. Acolo, la cererea și cu colaborarea conservatorilor finlandezi, Parlamentul Finlandei a fost dizolvat și s-au anunțat noi alegeri. În alegerile din octombrie 1917, social-democrații și-au pierdut majoritatea absolută, ceea ce a dus la radicalizarea mișcării muncitorești și la scăderea susținerii în sânul ei pentru tactica bazată pe mijloace parlamentare. Evenimentele din iulie 1917 nu au adus singure Revoluția Roșie din ianuarie 1918, dar împreună cu evoluțiile politice bazate pe interpretarea de către mișcarea muncitorească a ideilor Fennomaniei și socialismului din anii 1880, aceste evenimente au fost decisive pentru scopul unei revoluții finlandeze. Pentru a câștiga puterea, socialiștii trebuia să treacă peste Parlament.
Prăbușirea Rusiei în Revoluția din Februarie a avut ca rezultat o pierdere a autorității instituționale în Finlanda și disoluția forțelor de poliție, dând naștere la temeri și incertitudine. Ca răspuns, atât dreapta cât și stânga au început să-și organizeze propriile forțe de securitate, inițial locale și în mare parte neînarmate. În toamna lui 1917, în lupta pentru putere și în vidul de putere produs de dizolvarea Parlamentului, și în absența unui guvern stabil sau a unei armate finlandeze, asemenea forțe au început să-și asume un caracter paramilitar. Gărzile Albe/Civile au fost organizate de potentați locali, intelectuali conservatori, industriași, mari proprietari de pământ și activiști, și au fost înarmate de germani. Gărzile Roșii/de Securitate au fost recrutate prin organizațiile locale de partid și de sindicate, și au fost înarmate de către ruși.

### Revoluția din Octombrie
Revoluția bolșevică a lui Vladimir Lenin din octombrie/noiembrie declanșată la 7 noiembrie la Petrograd a dus la transferul puterii către socialiștii radicali, de stânga. În cele din urmă, intriga Imperiului German, bazată pe ideea că Lenin este cea mai puternică armă a lor împotriva Rusiei, constând în finanțarea bolșevicilor și aranjarea trecerii lui Lenin și a tovarășilor săi din exilul din Elveția către Petrograd în aprilie 1917, a avut succes. Armistițiul între Germania și regimul bolșevic a intrat în vigoare la 6 decembrie, iar negocierile de pace au demarat la 22 decembrie 1917 la Brest-Litovsk.
Luna noiembrie 1917 a adus al doilea punct de cotitură în rivalitatea din anii 1917–1918 pentru conducerea Finlandei. După dizolvarea Parlamentului, polarizarea⁠(d) între social-democrați și conservatori a crescut dramatica. După alegerile legislative din octombrie 1917, nesocialiștii au stabilit un acord informal cu guvernul provizoriu rus. Situația a fost perturbată de Revoluția din Octombrie; noul Parlament finlandez a preluat puterea la 15 noiembrie, pe modelul „Legii Puterii” adoptate de socialiști, și a acceptat pe loc propunerile social-democrate⁠(d) din iulie 1917 pentru o zi de muncă de opt ore⁠(d) și vot universal la alegerile locale.
În cele din urmă, la 27 noiembrie, conservatorii au încercat să preia toată puterea, cu numirea unui cabinet pur conservator, condus de Pehr Evind Svinhufvud. Guvernul a hotărât să separe Finlanda de Rusia și să întărească puterea militară a Gărzilor Civile. Primii Jägeri finlandezi cu arme germane au sosit în Finlanda în octombrie–noiembrie 1917, pe vasul Equity și pe submarinul german SM UC-57. În Finlanda erau circa 50 de Jägeri la sfârșitul lui 1917. Conservatorii finlandezi erau îngrijorați de intențiile Germaniei și Rusiei de a ajunge la un armistițiu și de negocierile lor de pace, temându-se că aceasta va restricționa capacitatea Germaniei de a ajuta Senatul. Germania a acceptat să vândă 70.000 de puști și piese de artilerie Gărzilor Albe și să aranjeze întoarcerea în siguranță a batalionului de Jägeri în Finlanda. În Finlanda existau 149 de Gărzi Albe-Civile (unități locale în orașe și comune) la 31 august 1917, 251 la 30 septembrie, 315 la 31 octombrie, 380 la 30 noiembrie 1917 și 408 la 26 ianuarie 1918. Prima încercare de pregătire militară a Gărzilor Civile a fost înființarea unei „școli de cavalerie” de 200 de locuri pe moșia Saksanniemi, lângă orașul Porvoo, în septembrie 1917.
După înfrângerile politice din iulie și octombrie 1917, la 1 noiembrie, social-democrați au avansat un program radical intitulat „Noi cerem”, pentru a forța obținerea unor concesii politice. Ei cereau anularea rezultatelor alegerilor legislative din Octombrie și desființarea Gărzilor Civile, ceea ce dreapta a refuzat. După Revoluția din Octombrie, socialiștii finlandezi planificau să le ceară bolșevicilor acceptarea suveranității Finlandei într-un manifest din 10 noiembrie, dar situația nesigură de la Petrograd le-a întârziat acțiunea. După eșecul programului „Noi cerem”, socialiștii au inițiat o grevă generală în 14–19 noiembrie 1917. Stânga moderată avea ca scop aplicarea de presiune politică asupra nesocialiștilor pentru a include un număr mare de socialiști în noul Senat finlandez.
Revoluția fusese scopul stângii radicale încă de la pierderea puterii politice în iulie și octombrie 1917. Împușcarea unui muncitor din agricultură în timpul unei greve locale din 9 august de la Ypäjä a generat agitație; luna noiembrie 1917 părea să dea impulsul pentru revoltă. În această fază, Lenin și Iosif Stalin printre alții, amenințați la Petrograd, au cerut social-democraților să ia puterea în Finlanda, care era o zonă defensivă importantă împotriva amenințării germane și o zonă de siguranță vitală pentru bolșevicii din zona Petrograd. Majoritatea socialiștilor finlandezi erau însă moderați și preferau metodele parlamentare, ceea ce l-a făcut pe Lenin să-i eticheteze drept „revoluționari ezitanți”. Aceste ezitări au scăzut în intensitate pe măsură ce greva generală părea să-și facă efectul; liderii greviștilor au votat la limită să ia puterea la 16 noiembrie, dar revoluția propusă a trebuit să fie anulată în aceeași zi din lipsa de adevărați revoluționari care să pună decizia în aplicare.
Socialiștii moderați au câștigat la repetarea votului de alegere între mijloacele revoluționare și cele parlamentare, la o ședință specială de partid de la sfârșitul lui noiembrie 1917, dar când au încercat să adopte o rezoluție prin care să renunțe total la ideea unei revoluții socialiste în Finlanda, reprezentanții partidului au respins-o. Mișcarea muncitorească finlandeză dorea astfel să susțină o forță militară proprie și să țină deschis și drumul revoluționar. Repercusiunile acestor evenimente au avut efect în viitorul apropiat al mișcării, câțiva lideri puternici luând poziție de partea moderaților sau radicalilor. Lipsa de interes a socialiștilor finlandezi față de activitatea revoluționară a fost o dezamăgire pentru Lenin. El și-a pierdut încrederea în ei în decembrie 1917 și și-a îndreptat energiile către încurajarea bolșevicilor finlandezi din Petrograd.
În sânul mișcării muncitorești, o urmare mai însemnată a toamnei lui 1917 a fost apariția Gărzilor Muncitorești. Existau circa 20–60 de Gărzi ale Clasei Muncitoare în Finlanda între 31 august și 30 septembrie 1917, dar la 20 octombrie, după înfrângerea în alegerile legislative, Sindicatul Finlandez a proclamat necesitatea înființării mai multor Gărzi în țară. Anunțul a dus la un val de recruți; la 31 octombrie, numărul lor era de 100–150, 342 la 30 noiembrie 1917 și 375 la 26 ianuarie 1918. În cadrul Gărzilor Muncitorești, din mai 1917 existaseră două facțiuni: majoritatea erau Gărzi de Securitate; și o minoritate erau Gărzile Roșii, grupări parțial secrete formate în orașele și centrele industrializate, între care Helsinki, Kotka, Tampere, Turku, Viipuri și zona Kymenlaakso, pe modelul Gărzilor Roșii interne constituite în Finlanda în anii 1905–1906.
Prezența celor două forțe armate adverse în Finlanda, Gărzile Albe și cele Roșii, au impus societății finlandeze o stare de putere duală și suveranitate multiplă, typică pentru preludiul unui război civil. Ruptura decisivă între cele două a survenit cu ocazia grevei generale, când elementele radicale ale Gărzilor Roșii și ale Gărzilor Muncitorești de Securitate au executat mai mulți adversari politici din marile orașe din sudul Finlandei, au izbucnit primele ciocniri armate între Gărzile Albe și Gărzile Muncitorești; în total au murit 34 de oameni. În cele din urmă, rivalitățile politice din 1917 au dus la o cursă a înarmărilor și la o escaladare a conflictului către un război civil.

### Suveranitatea Finlandei
Dezintegrarea Rusiei a oferit finlandezilor ocazia istorică de a dobândi independența, dar după Revoluția din Octombrie, pozițiile conservatorilor și social-democraților față de problema suveranității s-au inversat. Dreapta dorea acum secesiunea față de Rusia, întrucât dorea să controleze stânga și să minimizeze influența bolșevicilor revoluționari. Social-democrații încercau să crească libertățile finlandezilor încă din primăvara lui 1917, dar acum ei nu puteau profita de ele în beneficiul direct al partidului lor și aveau de ales între a accepta dominarea dreptei și a încerca să schimbe totul prin revoluție. Naționalismul devenise „religie civică” între finlandezi la sfârșitul secolului al XIX-lea, dar obiectivul principal, în special în timpul primei perioade de rusificare și al grevei generale din 1905, a fost întoarcerea la autonomia din 1809–1898, și nu independența. Din 1809, sub mai puțin uniforma dominație rusească, puterea internă a finlandezilor a crescut substanțial, față de regimul suedez unitar. În economie, Marele Ducat beneficia de un buget de stat intern independent, de propria monedă (markka, din 1860) și de organizare vamală, și țara a înregistrat un progres industrial între 1860–1916. Economia Marelui Ducat era dependentă de uriașa piață rusească, iar separarea de Rusia ar fi creat riscul de a pierde poziția favorabilă a Finlandei. Prăbușirea economică a Rusiei și lupta pentru puterea politică în statul finlandez în anul 1917 s-au numărat printre factorii-cheie care au adus suveranitatea în prim planul societății din Finlanda.

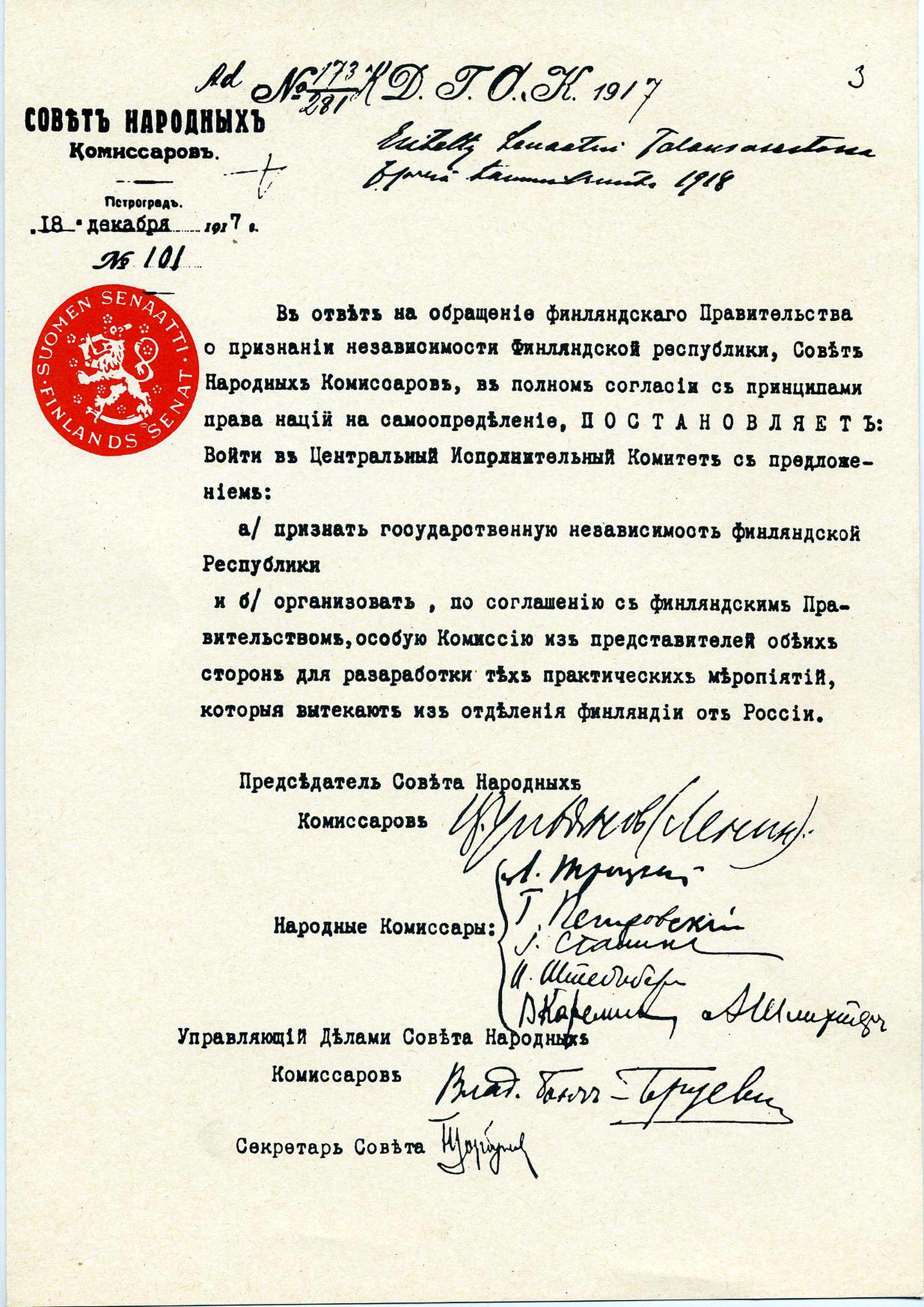
Documentul semnat de guvernul bolșevic prin care recunoștea independența Finlandei. Cu câteva minute înainte de miezul nopții, doi oameni cu viziuni radical diferite, P.E. Svinhufvud și V.I. Lenin au căzut de acord asupra suveranității Finlandei.

Senatul lui P.E. Svinhufvud a propus declarația de independență a Finlandei, pe care Parlamentul a adoptat-o la 6 decembrie 1917. Social-democrații au votat împotriva propunerii lui Svinhufvud, prezentând o declarație de independență alternativă, care de fapt nu conținea diferențe substanțiale. Socialiștii se temeau de o și mai mare pierdere a susținerii (după deja slabele rezultate de la alegerile din octombrie) în rândul poporului naționalist și spera să obțină în viitor o majoritate politică. În decembrie 1917, ei au trimis două delegații la Petrograd să-i ceară lui Lenin să aprobe independența Finlandei. Ambele grupări politice au căzut, deci de acord, asupra necesității suveranității Finlandei, în ciuda puternicelor contradicții pe care le aveau pe tema alegerii conducerii țării.
Înființarea unui stat independent nu era încă inevitabilă; era nevoie de recunoașterea de către Rusia și de către puterile europene. La trei săptămâni după declararea independenței, cabinetul lui Svinhufvud a concluzionat, sub presiunea Germaniei, că trebuie să negocieze cu Lenin recunoașterea de către Rusia. În decembrie 1917, bolșevicii erau și ei intens presați de germani să încheie negocierile de pace de la Brest-Litovsk, iar bolșevismul rus era într-o criză profundă, cu o armată demoralizată și cu soarta Revoluției din Octombrie în balanță. Lenin a calculat că bolșevicii ar putea domina părți centrale din Rusia, dar că vor fi obligați să renunțe la unele teritorii de la periferie, inclusiv la Finlanda, aflată în colțul nord-vestic, de importanță geopolitică redusă. Ca urmare, Svinhufvud și delegația senatului au obținut la 31 decembrie 1917 recunoașterea suveranității de către Lenin.
Până la începutul Războiului Civil, Austro-Ungaria, Danemarca, Franța, Germania, Grecia, Norvegia, Suedia și Elveția recunoscuseră independența Finlandei. Regatul Unit și Statele Unite nu o aprobau; ele stăteau de o parte și urmăreau relațiile politice și militare între Finlanda și Imperiul German, principalii inamici ai Antantei, care spera să înlăture regimul lui Lenin, și să aducă Rusia înapoi în războiul contra Germaniei. În ce privește despărțirea Finlandei de Rusia, Germania o grăbise, pentru a atrage Finlanda în sfera de putere germană. Franța a rupt relațiile diplomatice cu guvernul alb mai târziu, în timpul războiului din 1918, ca urmare a cooperării finlandezilor albi cu Germania.

## Luptele

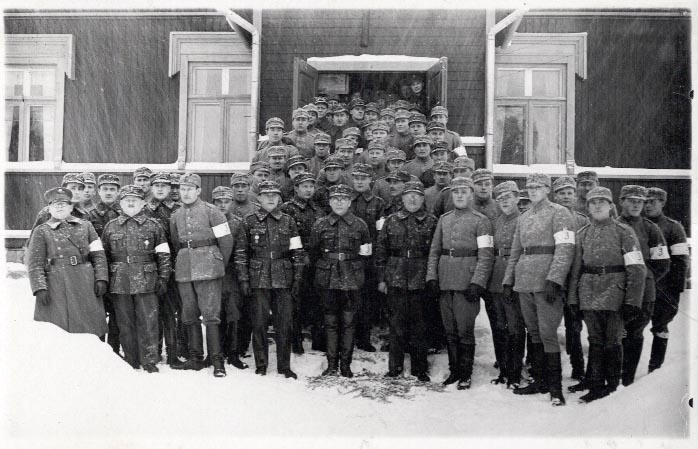
Gărzi Albe în Nummi. Gărzile Albe au fost ridicate la rangul de Armată Albă a Finlandei la 25 ianuarie 1918.

### Escaladarea
Escaladarea finală către război a început încă de la începutul lui ianuarie 1918, fiecare act militar sau politic ale roșiilor și ale albilor având ca urmare un răspuns al adversarilor. Ambele părți le-au justificat prin măsuri defensive, în special susținătorilor lor. La stânga, avangarda războiului din 1918 au constituit-o Gărzile Roșii urbane și radicale, și Gărzile Muncitorești de Securitate din Helsinki, Kotka și Turku; ele îi conduceau pe roșii de la țară, și i-au convins pe acei lideri ai social-democraților care ezitau între pace și război să susțină revoluția. La dreapta, avangarda o constituiau „Jägerii” finlandezi care fuseseră mutați în Finlanda până la sfârșitul lui 1917, și cele mai active Gărzi Albe de voluntari din provincia Viipuri din colțul sud-estic al Finlandei, cele din Finlanda de sud-vest și din Ostrobothnia de sud.
La 12 ianuarie 1918, Senatul lui Svinhufvud și Parlamentul au hotărât să înființeze o autoritate polițienească puternică, inițiativă pe care Gărzile Roșii o considerau un pas către legalizarea Gărzilor Albe. La 15 ianuarie, Carl Gustaf Emil Mannerheim, un fost general competent al Armatei Imperiale Ruse, a fost numit comandant suprem al Gărzilor Albe, iar la 25 ianuarie a schimbat numele Gărzilor Albe în „Armata Albă Finlandeză”. Gărzile Roșii, în frunte cu Ali Aaltonen, au refuzat să recunoască titlul, și au hotărât să înființeze o autoritate militară proprie. Mannerheim și-a așezat cartierul general la Vaasa, în timp ce Aaltonen și l-a așezat la Helsinki. A treia și ultima culminare a luptei de putere între finlandezi și dezintegrarea societății finlandeze începuse.
Primele lupte locale serioase s-au dat între 9–21 ianuarie în sudul și sud-estul Finlandei, în special pentru a câștiga cursa de înarmare și pentru controlul orașului vital Viipuri din sud-est. Ordinul de luptă a fost primit de albi la 25 ianuarie, iar roșii au primit ordin să declanșeze revoluția la 26 ianuarie 1918. În aceeași zi, toate Gărzile Muncitorești s-au unit pentru a forma Garda Roșie a Finlandei și în turnul Casei Muncitorilor din Helsinki a fost aprinsă lanterna roșie, simbolul loviturii de stat. Pentru a obține arme și pentru a asigura o bază de putere majoră în zona Vaasa-Seinäjoki, Albii au continuat dezarmarea garnizoanelor rusești, la început local în vestul și estul Finlandei între 21–23 ianuarie, apoi printr-o operațiune majoră în Ostrobothnia în primele ore ale dimineții de 28 ianuarie. Mobilizarea pe scară largă a Gărzilor Roșii a început târziu în seara zilei de 27 ianuarie. Gărzile din Helsinki, cea mai puternică unitate roșie cu poziția sa strategică crucială în capitala țării se activase deja de la 23–25 ianuarie, cu scopul de a asigura o bază majoră de putere pentru Roșii. Pentru a obține arme, unii dintre roș-gardiștii de pe calea ferată Viipuri-Tampere fuseseră alertați în avans, la 23–26 ianuarie, să asigure trenurile rusești cu armament pentru finlandezii roșii, așa cum conveniseră Ali Aaltonen și V.I. Lenin la 13 ianuarie. O unitate roșie de 250 de oameni a escortat trenurile de la Petrograd la Viipuri. Trupele albe au încercat șă captureze trenurile; 20–30 de finlandezi, roșii și albi, au murit în „bătălia trenurilor din Rahja” în istmul Karelian la 27 ianuarie 1918.
Nu s-a stabilit o dată oficială a izbucnirii Războiului Civil Finlandez.

### Finlanda împărțită între albi și roșii

Liniile frontului și ofensivele de la începutul Războiului Civil, la începutul lui februarie.

La începutul războiului, un front discontinuu tăia sudul Finlandei de la vest la est, împărțind țara în Finlanda Albă și Finlanda Roșie. Gărzile Roșii controlau zona din sud, inclusiv aproape toate marile centre industriale, precum și cele mai mari moșii și ferme cu mulți țărani dependenți sau arendași fără pământ. Armata Albă controla zona din nord, predominantă agrară, cu ferme mici sau medii și cu țărani fără pământ arendași, și unde țăranii dependenți erau puțini sau aveau o situație mai bună decât în sud. Existau enclave ale ambele forțelor de părți opuse ale frontului: în interiorul zonei albe se aflau orașele industriale Varkaus, Kuopio, Oulu, Raahe, Kemi și Tornio; în interiorul zonei roșii se aflau Porvoo, Kirkkonummi și Uusikaupunki. Eliminarea acestor fortărețe era o prioritate pentru ambele armate în februarie 1918.
Finlanda Roșie, denumită și Republica Socialistă Muncitorească Finlandeză, era condusă de Delegația Poporului, înființată la 28 ianuarie, în Helsinki. Kullervo Manner era președintele și alți delegați erau Edvard Gylling, Eero Haapalainen, Anna Karhinen, Otto Ville Kuusinen, Hilja Pärssinen, Yrjö Sirola și Oskari Tokoi. Otto Ville Kuusinen a formulat o propunere de constituție, influențată de cele ale Elveției și Statelor Unite.
Delegația Poporului dorea un socialism democratic bazat pe ethosul  social-democrat finlandez; viziunile lor difereau de ideea de dictatură a  proletariatului a lui Lenin. Puterea politică urma să fie concentrată în Parlament, Senatul jucând un rol mai mic. Propunerea cuprindea un sistem multipartid, libertatea de întrunire, libertatea presei și de exprimare, și folosirea referendumurilor ca mijloc de luare a deciziilor politice. Pentru a asigura puterea mișcării muncitorești, oamenii de rând aveau dreptul la o „revoluție continuă”. Planurile Roșiilor privind proprietatea individuală erau însă în contradicție cu cele de societate liberă și „ultrademocratică”; doar statul și administrația locală a comunelor urmau să aibă drept real de proprietate. În agricultură, țăranii dependenți urmau să fie eliberați de sub controlul latifundiarilor la începutul războiului, dar urmau să rămână ținuți pe fermele lor, în contextul unei viitoare socializări generale a țării. Toate aceste planuri, inclusiv noua constituție, au rămas neîndeplinite după înfrângerea Roșiilor în războiul din 1918.
În politica externă, Finlanda Roșie a înclinat către Rusia Bolșevică. Un tratat și acord de pace fino-rus roșu s-a semnat la 1 martie 1918. Negocierile pentru tratat au arătat că, la fel ca în general în timpul Primului Război Mondial, naționalismul era mai important pentru ambele părți decât principiile socialismului internațional. Finlandezii roșii nu acceptau o alianță totală cu bolșevicii; rămâneau între ei dispute majore pe tema demarcației frontierei între Finlanda Roșie și Rusia Sovietică, și pe tema drepturilor civile ale cetățenilor ruși din Finlanda. Părțile care negociau au căzut de acord pentru un schimb de teritorii; o bază de artilerie, Ino⁠(d), aflată în Istmul Karelian, a fost transferată Rusiei, în timp ce Finlanda primea Petsamo⁠(d) în Laponia de nord-est. Semnificația tratatului de pace ruso-finlandez s-a evaporat însă la scurt timp datorită semnării tratatului de la Brest-Litovsk între bolșevici și Imperiul German la 3 martie 1918.
Politica lui V. I. Lenin pe marginea dreptului națiunilor la autodeterminare avea ca scop prevenirea dezintegrării Rusiei în perioada sa de slăbiciune militară. El încerca să profite de vidurile de putere și de rivalitățile politice care se formau de regulă în sânul popoarelor în timp ce se despărțeau de imperiile majore care le subjugaseră. El se aștepta ca, în condițiile politice existente în Europa la începutul secolului al XX-lea, proletariatul din popoarele libere să declanșeze revoluții socialiste și să se unească ulterior cu Rusia Sovietică. Majoritatea membrilor mișcării muncitorești finlandeze susțineau însă independența Finlandei. Bolșevicii finlandezi, influenți, deși în număr mic, favorizau anexarea Finlandei de către Rusia. Chestiunea anexării a fost rezolvată prin înfrângerea Finlandei Roșii.
Senatul Finlandei Albe a ajuns să fie denumit Senatul de la Vaasa după mutarea sa în orașul Vaasa de pe coasta Golfului Bothnic, oraș ce a funcționat drept capitală a Finlandei Albe între 29 ianuarie și 3 mai. Senatul era format din P.E. Svinhufvud, Juhani Arajärvi⁠(d), J. Castren, Alexander Frey⁠(d), E. Y. Pehkonen⁠(d) și Heikki Renvall⁠(d). În politica internă, principalul obiectiv al Senatului Alb era revenirea la putere în Finlanda. Conservatorii pregăteau un sistem politic monarhist, cu un rol redus pentru Parlament. O facțiune conservatoare fusese întotdeauna împotriva democrației; altele aprobaseră parlamentarismul de la reforma revoluționară din 1906, dar după criza din 1917 și izbucnirea războiului în 1918, ajunseseră la concluzia că emanciparea oamenilor de rând nu va funcționa. Social-liberalii și nesocialiștii reformiști și moderați se opuneau însă oricărei restricții asupra parlamentarismului. La început, ei s-au opus ajutorului militar german, dar războiul prelungit le-a schimbat atitudinea.
În politica externă, Senatul de la Vaasa înclina către Imperiul German pentru ajutor politic și militar, pentru a învinge Gărzile Roșii finlandeze, a pune capăt influenței Rusiei Bolșevice în Finlanda, și a extinde teritoriul finlandez în Karelia rusească, zonă de importanță geopolitică, locuită de popoare fino-ugrice. Slăbiciunea Rusiei a indus ideea „Finlandei Mari” în sânul facțiunilor cu tendințe expansioniste de dreapta, dar și de stânga; roșiii revendicau și ei aceleași teritorii. Generalul Mannerheim a fost de acord cu ideea necesității preluării Kareliei de est și a celei de armament german, dar se opunea intervenției germane în Finlanda. Mannerheim era conștient de lipsa priceperii în luptă a Gărzilor Roșii finlandeze, și se baza pe aptitudinile militare ale Jägerilor finlandezi. Ca fost ofițer al armatei rusești, Mannerheim era conștient de demoralizarea armatei ruse. El a cooperat cu ofițerii ruși albi în Finlanda și în Rusia.
Propaganda de război a celor două părți implicate avea ca scop demonstrarea susținerii pentru democrație și libertate, și a capacității lor de a reprezenta întreaga națiune finlandeză. Ambele au eșuat, permițând escaladarea crizei politice până la nivelul unui război civil în care s-a practicat teroarea pe scară largă, în loc să ajungă la un compromis și la o înțelegere politică pașnică.

Principalele ofensive de până la sfârșitul lui martie. Albii au asediat Tampere și pe roșiii fino-ruși la Rautu, pe Istmul Karelian.

#### Soldați pe șine

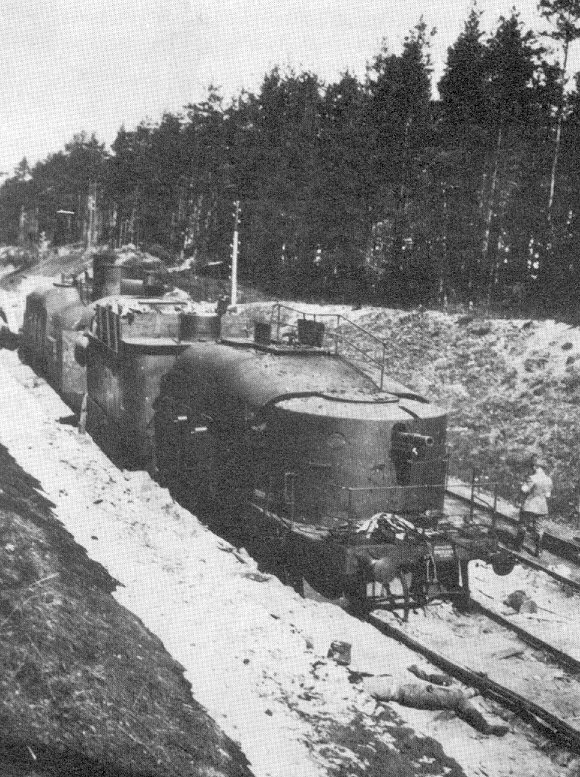
Trenul blindat rusesc Partizan, care i-a ajutat pe roșiii finlandezi din zona Viipuri.

Numărul combatanților finlandezi de cele două părți a fluctuat între 50.000 și 90.000. În timp ce Gărzile Roșii erau formate mai ales din voluntari⁠(d) (cu salariile plătite la începutul războiului), Armata Albă conținea doar 11.000–15.000 de voluntari, restul fiind recruți⁠(d). Principalele motive care îi mânau pe finlandezi să se ofere voluntari erau factori economici (salariul, hrana), idealismul, și presiunea societății. Gărzile Roșii cuprindeau și 2000 de femei, în principal fete recrutate din centrele industriale din sudul Finlandei. Muncitorii urbani și din agricultură alcătuiau majoritatea Gărzilor Roșii, în timp ce fermierii proprietari de pământuri și oamenii educați formau coloana vertebrală a Armatei Albe.
Ambele armate au folosit copii soldați, în principal între 14 și 17 ani. Combatanții atât de tineri nu erau ceva rar în Primul Război Mondial; copiii din acea vreme erau sub autoritatea absolută a adulților și erau în general neapărați împotriva exploatării. În cazul Finlandei, condițiile haotice, mai ales la începutul războiului, au furnizat un motiv suplimentar pentru recrutarea copiilor ca soldați; liderii militari luau pe oricine apucau. În Gărzile Roșii existau și șanse să obțină un salariu și să fie hrăniți.
Războiul Civil Finlandez s-a dus în principal de-a lungul căilor ferate, mijloc vital de transport al trupelor și proviziilor. Unul dintre cele mai importante obiective pentru ambele Gărzi a fost ocuparea nodului feroviar Haapamäki⁠(d), de la nord-est de Tampere, unde se intersectau rute ce traversau Finlanda pe direcțiile nord-sud și est-vest. Albii au capturat nodul feroviar la sfârșitul lui ianuarie 1918, ceea ce a dus la lupte grele la Vilppula. Capul de pod al Albilor pe malul sudic al râului Vuoksi⁠(d) de la Kamennogorsk⁠(d) de pe Istmul Karelian amenința și legătura feroviară Viipuri-Petrograd. Celelalte noduri feroviare disputate în război au fost Kouvola, Riihimäki, Tampere și Toijala. Importanța căilor ferate este bine simbolizată de principala armă utilizată în conflict: trenul blindat, care transporta tunuri ușoare și mitraliere grele⁠(d).

Intervenția germană, cu săgeți gri, și ofensivele finale.

### Gărzile Roșii și trupele rusești
Gărzile Roșii au luat inițiativa la începutul războiului, preluând controlul asupra orașului Helsinki, la primele ore ale zilei de 28 ianuarie, dobândind primul avantaj cu o „fază de atac” ce a durat până la începutul lui martie 1918. Roșii erau relativ bine înarmați, dar lipsa cronică de conducători competenți, atât la nivel central, cât și în teren, i-a făcut să nu poată capitaliza impulsul inițial, și majoritatea ofensivelor nu au produs nimic. Pentru Gărzile Roșii, ierarhia militară și executarea ordinelor funcționau eficient doar la nivel de companie și pluton, și chiar și acolo, autoritatea liderilor era slabă, întrucât majoritatea comandanților erau aleși prin votul soldaților. Soldații Roșii nu erau profesioniști, ci doar niște civili înarmați, ale căror pregătire militară, disciplină și moral de luptă erau scăzute și inadecvate.
Ali Aaltonen s-a găsit rapid înlocuit la comanda trupelor Roșii cu Eero Haapalainen, care la rândul său a fost schimbat cu triumviratul lui Eino Rahja, Adolf Taimi și Evert Eloranta. Ultimul comandant al Gărzilor Roșii a fost Kullervo Manner, care a condus retragerea finală în Rusia. Oameni talentați, cu simț de răspundere, ca Hugo Salmela s-au ridicat să preia comanda, dar în cele din urmă nu au putut schimba nici cursul războiului și nici soarta trupelor Roșii. Gărzile Roșii finlandeze au obținut singurele victorii în retragerea din sudul Finlandei către Rusia. În luptele grele contra trupelor germane, din 28–29 aprilie 1918, la Hauho și Tuulos, Syrjäntaka, plutoanele de femei ale Gărzilor Roșii au jucat un rol însemnat. Aceste lupte au avut însă doar importanță locală.

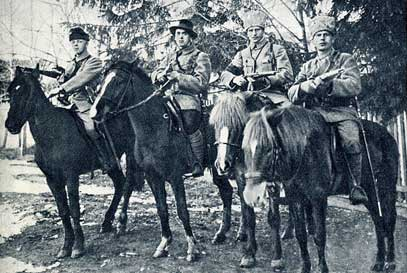
Ofițeri Roșii călare.

Deși circa 60.000 de soldați ruși ai fostei armate țariste încă mai staționau în Finlanda la începutul Războiului Civil, contribuția rusească la cauza Gărzilor Roșii avea să se dovedească neglijabilă. Când a izbucnit conflictul, Lenin a încercat să angajeze armata de partea Finlandei Roșii, dar soldații erau demoralizați, obosiți și dornici de întoarcere acasă după anii Primului Război Mondial. Majoritatea soldaților se întorseseră în Rusia până la sfârșitul lui martie 1918. Ca urmare, doar între 7.000 și 10.000 de soldați au mai participat la Războiul Civil Finlandez, dintre care nu mai mult de 4.000, în mici unități separate de câte 100–1.000, au putut fi convinși să lupte pe front. Revoluțiile din Rusia divizaseră politic ofițerii armatei ruse, iar atitudinea lor către Războiul Civil Finlandez era variată; Mihail Svecinikov a condus soldați Roșii în vestul Finlandei în luna februarie, iar Konstantin Ieremeiev, forțele rusești din Istmul Karelian, în timp ce alți ofițeri nu aveau încredere în subordonații lor revoluționari și au colaborat cu fostul lor coleg generalul Mannerheim, ajutându-i pe Albi să dezarmeze garnizoanele rusești din Finlanda. La 30 ianuarie 1918, generalul Mannerheim a emis o proclamație adresată soldaților ruși din Finlanda în care le spunea că Armata Albă nu dorește să lupte contra Rusiei: scopul campaniei Albe era de a-i învinge pe rebelii Roșii finlandezi și pe trupele rusești care îi susținea.
Numărul soldaților ruși activi în Războiul Civil a scăzut puternic după ce Germania a atacat Rusia la 18 februarie 1918. Tratatul ruso-german de la Brest-Litovsk din 3 martie a restricționat capacitatea bolșevicilor de a susține Gărzile Roșii finlandeze cu altceva decât cu arme și provizii. Rușii au rămas activi pe frontul sud-estic, apărând împrejurimile Petrogradului.

### Gărzile Albe și rolul Suediei

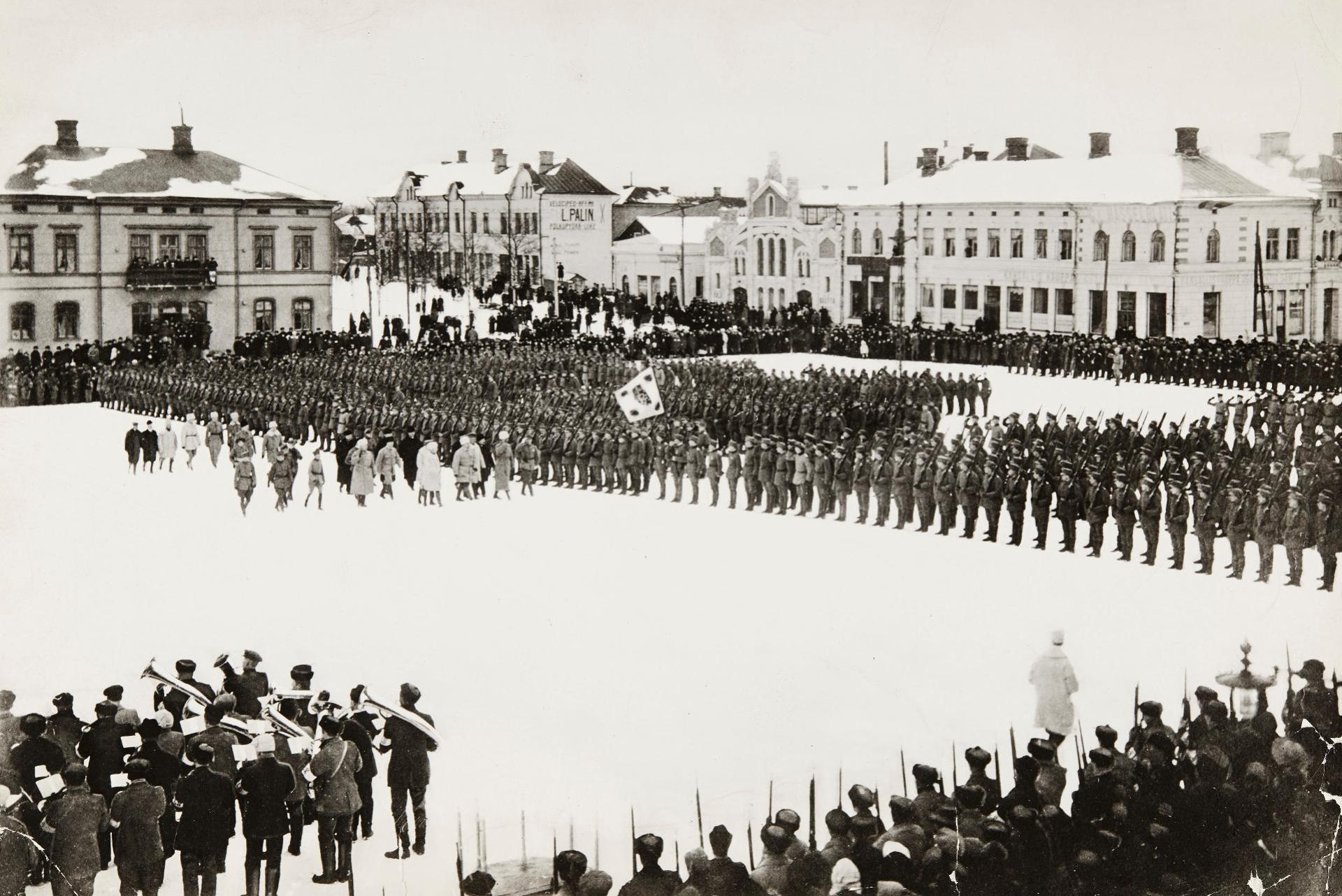
Jägeri în Vaasa, Finlanda, 25 februarie 1918. Batalionul este inspectat de generalul C.G.E. Mannerheim.

Deși unii au denumit conflictul „Războiul Amatorilor”, Armata Albă avea două mari avantaje în fața Gărzilor Roșii: conducerea profesionistă a generalului Mannerheim și a staffului său—care cuprindea 84 de ofițeri suedezi voluntari și unii foști ofițeri finlandezi din armata țaristă—și 1.450 de soldați din batalionul de elită al „Jägerilor” (Jääkärit), în număr total de 1.900. Batalionul fusese pregătit în Germania în anii 1915–1917, și încercat în lupte pe Frontul de Est. Partea cea mai mare a batalionului a sosit la Vaasa la 25 februarie 1918. În luptă, Jägerii au condus prin exemplu, și au făcut posibilă acțiunea disciplinată a celorlalți soldați Albi; Jägerilor li s-a dat și putere de decizie în luptă. Soldații Albi erau la fel ca cei ai Gărzilor Roșii: majoritatea pregătiți doar puțin și inadecvat. La începutul războiului, conducerea Gărzilor Albe avea o autoritate redusă asupra plutoanelor și companiilor Albe de voluntari, care se supuneau doar liderilor lor locali, dominanți. La sfârșitul lui februarie, Jägerii au început pregătirea intensivă a șase noi regimente de Jägeri, cu recruți.
Chiar și batalionul Jägerilor era împărțit, la fel ca restul societății: 450 de soldați suspectați de afinități cu socialiștii au rămas staționați în Germania, fiind lăsați acolo întrucât exista riscul să dezerteze și să treacă de partea Roșiilor. Liderii Gărzilor Albe s-au confruntat cu o problemă similară la recrutarea tinerilor în armată în februarie 1918: 30.000 de susținători fățiși ai mișcării muncitorești finlandeze nu s-au prezentat. Conducerea Gărzii Albe nu era nici ea sigură dacă soldații recrutați de pe fermele mici și sărace din Finlanda centrală și nordică au suficientă motivație să lupte împotriva Roșiilor. În consecință, propaganda Albilor promova ideea unui război naționalist împotriva rușilor bolșevici Roșii, și minimiza importanța finlandezilor Roșii. Au apărut diviziuni sociale și între Finlanda nordică și cea sudică, și în sânul zonelor rurale. Economia și societatea din nord se modernizaseră mai încet ca cele din sud și exista un conflict mai pronunțat între creștinism și socialism în nord, iar deținerea de pământ (fie și în parcele mici) aducea proprietarului un statut social major și crea o motivație de a lupta împotriva Roșiilor.

#### Bătălia de la Tampere

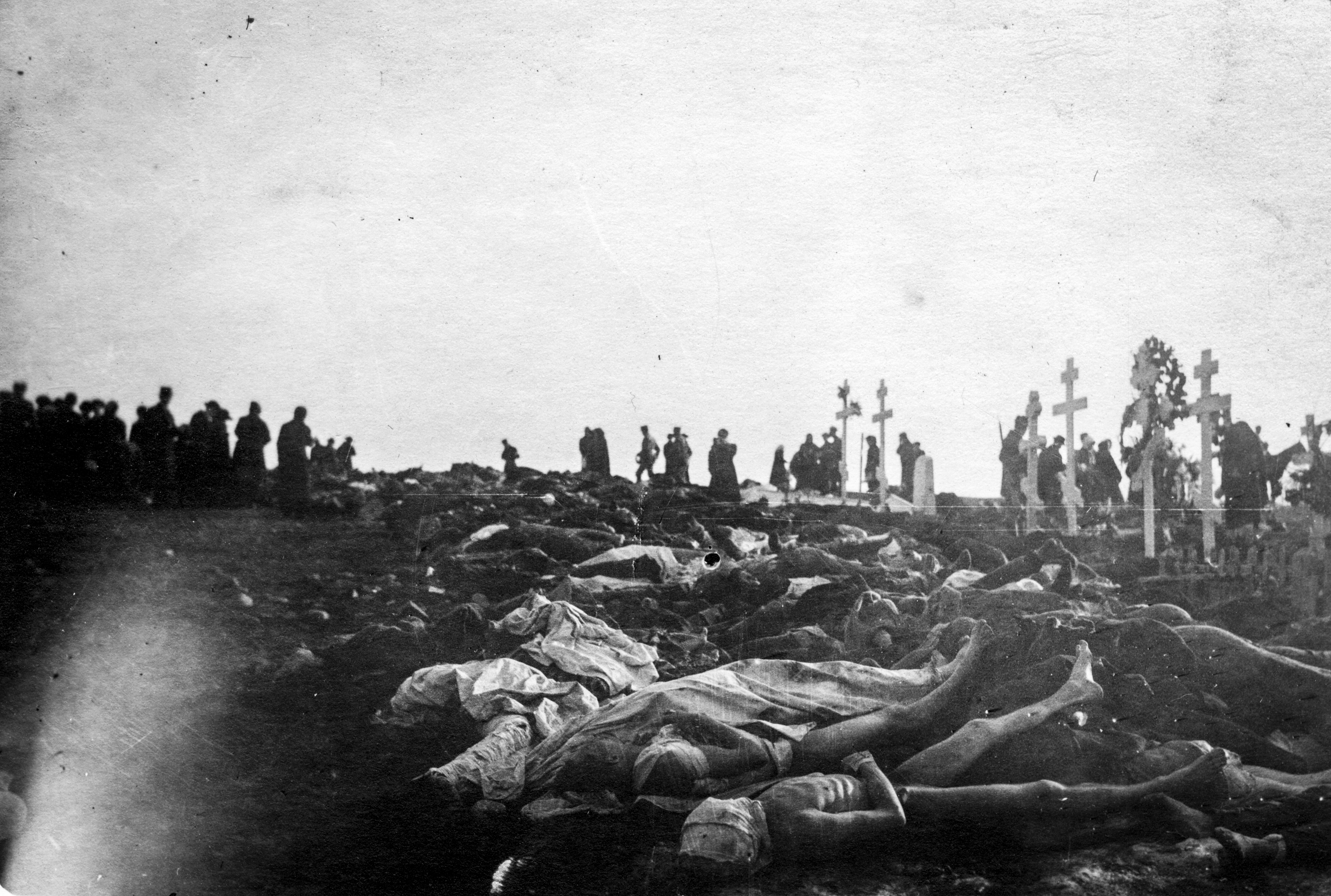
Cadavre neîngropate – rezultat al bătăliei de la Tampere.

În februarie 1918, generalul Mannerheim se întreba unde să concentreze ofensiva generală a Albilor, oscilând între două fortărețe vitale strategic pentru inamic: Tampere, marele oraș industrial al Finlandei din sud-vest; și Viipuri, principalul oraș al Kareliei. Deși Viipuri oferea avantaje majore, slaba pregătire a armatei sale și potențialul unui contraatac major al inamicului în acea zonă sau în sud-vest, cucerirea lui a părut prea riscantă.
Mannerheim a hotărât să lovească mai întâi la Tampere. El a lansat atacul la 16 martie la Längelmäki, la 65 km nord-est de oraș. În același timp, Armata Albă a început să înainteze pe un front nordic și nord-vestic, prin Vilppula–Kuru–Kyröskoski–Suodenniemi. Numeroase unități ale Gărzilor Roșii s-au prăbușit sub greutatea asaltului și mai multe detașamente s-au retras în panică, altele apărându-și pozițiile necontenit și reușind să încetinească înaintarea Gărzilor Albe, care nu erau obișnuite cu războiul ofensiv. În cele din urmă, Albii au reușit să taie legăturile trupelor Roșii cu zona de la sud de Tampere, sosind la Lempäälä dinspre est, prin Kangasala, la 24 martie, și la Siuro (Nokia, Finlanda) și la Ylöjärvi, la vest, la 25 martie. Au asediat Tampere, intrând în oraș după trei zile.
Bătălia pentru Tampere s-a dat între 16.000 de soldați Albi și 14.000 Roșii. A fost cea mai mare luptă urbană⁠(d) pe scară largă și, împreună cu bătăliile de la Helsinki și Viipuri, a fost una dintre cele trei bătălii decisive ale războiului din 1918. Lupta pentru zona orașului Tampere a început la 28 martie, în ajunul Paștelui, ceea ce a făcut ca ulterior să fie denumită „Joia Mare Sângeroasă”, în cimitirul Kalevankangas. După această luptă feroce, câștigată de Albi, cu pierderi de peste 50% în unele unități ce atacau, Armata Albă și-a reorganizat combatanții și planurile, și a atacat centrul orașului, în primele ore ale zilei de 3 aprilie. După un baraj de artilerie concentrat, Gărzile Albe au început să înainteze din casă în casă și din stradă în stradă, pe măsură ce Gărzile Roșii se retrăgeau. În seara zilei de 3 aprilie. Albii au ajuns pe malul estic al râului Tammerkoski. Tentativele majore ale Roșiilor de a rupe asediul orașului Tampere din exterior, împreună cu calea ferată Helsinki-Tampere, au eșuat. Gărzile Roșii au pierdut părțile vestice ale orașului între 4 și 5 aprilie. Primăria Tampere a fost printre ultimele locuri în care au mai rezistat Roșii. Bătălia s-a încheiat la 6 aprilie 1918 cu capitularea forțelor Roșii din cartierele Pyynikki și Pispala ale orașului Tampere.
În luptă, Roșii, aflați acum în defensivă, au dat dovadă de o importantă motivație de a lupta. Generalul Mannerheim fusese obligat să desfășoare părți din cele mai bine pregătite detașamente, noile regimente de Jägeri, pe care spera la început să le păstreze pentru a le folosi mai târziu în zona Viipuri. Luptele de la Tampere au fost un război civil pur—finlandezi contra finlandezi—întrucât mare parte din Armata Rusă se retrăsese în martie, iar trupele germane nu apucaseră să sosească în Finlanda. Bătălia de la Tampere a fost cea mai sângeroasă acțiune a Războiului Civil. Armata Albă a pierdut 700–900 de oameni, inclusiv 50 de Jägeri, cel mai mare număr de morți suferit de fostul batalion de Jägeri într-o singură luptă a războiului din 1918. Gărzile Roșii au pierdut 1.000–1.500 de soldați care au murit, și încă 11.000–12.000 căzuți prizonieri. 71 de civili și-au pierdut viața în special din cauza tirului de artilerie. Părțile estice ale orașului, formate mai ales din clădiri de lemn, au fost total distruse.
După înfrângerea de la Tampere, Gărzile Roșii au început o lentă retragere către est. Când Armata Germană a ocupat Helsinki, Armata Albă și-a concentrat eforturile pe Viipuri, cucerindu-l la 29 aprilie 1918 cu un atac major de 18.500 de oameni, contra 15.000 de soldați Roșii. Au murit 500–800 de Roșii, și 12,000–15.000 au fost luați prizonieri.

#### Rolul Suediei
Suedia și-a protejat interesul național declarându-și neutralitatea în Primul Război Mondial și în Războiul Civil Finlandez.  Opinia generală, mai ales în sânul elitelor suedeze, era împărțită între susținătorii Antantei și cei ai Puterilor Centrale, germanismul fiind oarecum mai popular. Trei priorități de pe timpul războiului au determinat politica pragmatică a guvernului democratic suedez de orientare social-liberală: economia (prin exportul de resurse cum ar fi minereul de fier și de alimente în Germania), conservarea liniștii societății suedeze, și geopolitica. Guvernul a acceptat participarea ofițerilor și soldaților suedezi voluntari în Războiul Civil Finlandez de partea Albilor pentru a bloca expansiunea agitației revoluționare în Scandinavia. O „Brigadă Suedeză” de 800-1000 de oameni, condusă de Hjalmar Frisell, a participat la bătălia de la Tampere și la cele date în zona de la sud de oraș. În februarie 1918, Marina Suedeză a escortat escadrila navală germană care transporta Jägeri finlandezi și armament german, și a permis acestuia să traverseze apele teritoriale suedeze. Socialiștii suedezi nu i-au susținut pe Roșiii finlandezi, dar au încercat să deschidă negocieri de pace între Albi și Roșii. Slăbiciunea Finlandei a dat Suediei ocazia să preia Insulele Åland, de importanță strategică, aflate la est de Stockholm, dar operațiunea Armatei Germane în Finlanda a blocat planul.

### Intervenția germană

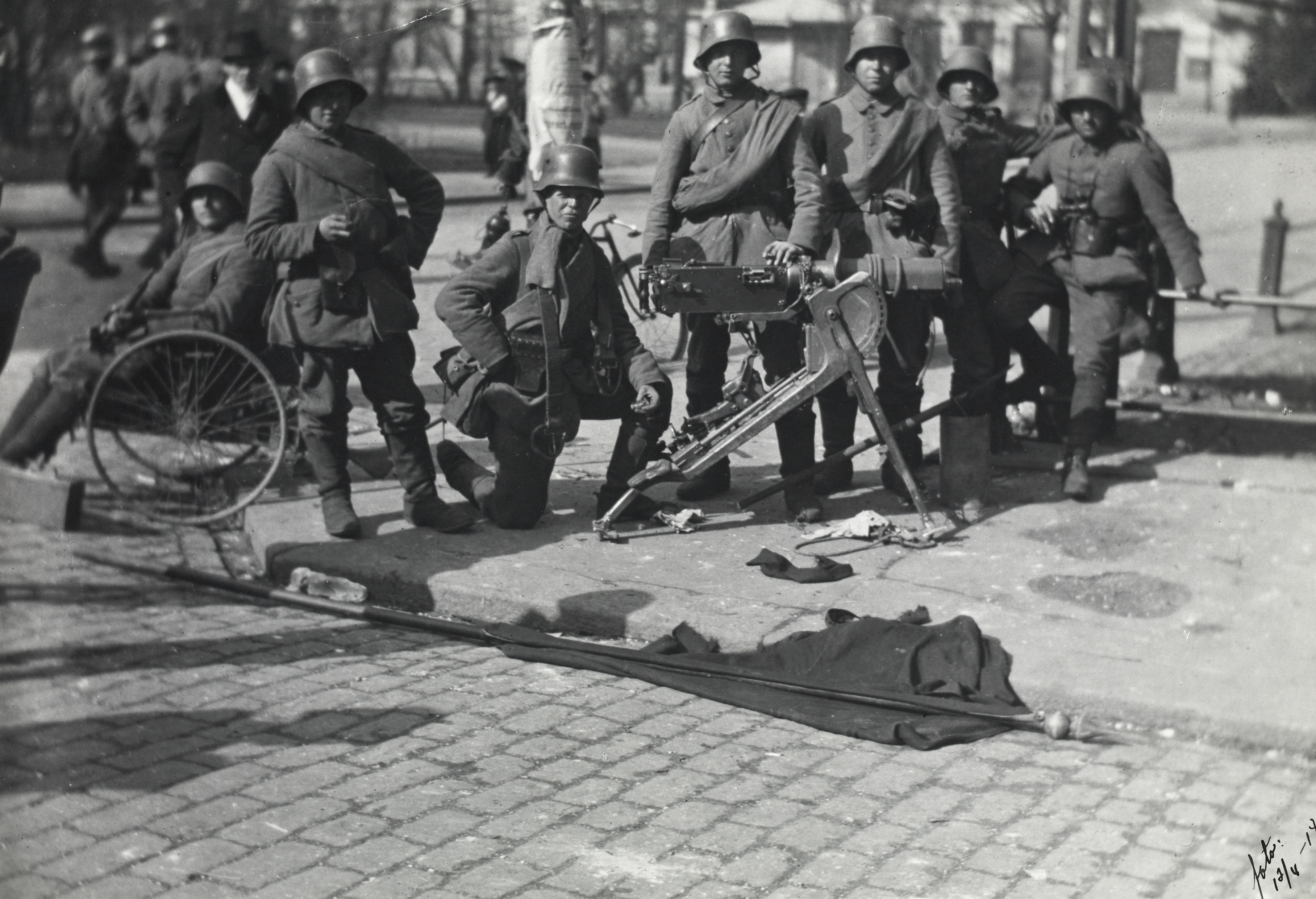
Mitralieră germană MG 08 poziționată în Helsinki, cu un drapel al Roșiilor învinși la pământ.

Imperiul German a intervenit în Războiul Civil Finlandez de partea Armatei Albe în martie 1918. Naționaliștii finlandezi cu înclinații germaniste doreau încă din toamna lui 1917 ajutor german la eliberarea Finlandei de hegemonia rusă, dar germanii nu doreau să-și prejudicieze armistițiul și negocierile de pace cu Rusia din cauza presiunii pe care o simțeau pe frontul de vest. Atitudinea Germaniei s-a modificat radical după 10 februarie, când Leon Troțki, în ciuda slăbiciunii poziției bolșevicilor, a întrerupt negocierile, sperând că revoluțiile vor dezmembra Imperiul German și vor schimba totul. Guvernul german a hotărât imediat să dea Rusiei o lecție și, ca pretext pentru agresiune, s-a declarat deschisă la a primi „cereri de ajutor” de la țările mai mici de la granița vestică a Rusiei. Reprezentanții Finlandei Albe la Berlin au cerut ajutor la 14 februarie; dar la 13 februarie, Sfatul Militar Imperial German deja hotărâse să trimită trupe în Finlanda.
Germanii au atacat Rusia la 18 februarie; ofensiva a dus la o prăbușire și retragere rapidă a trupelor rusești și la semnarea primului tratat de la Brest-Litovsk de către bolșevici la 3 martie 1918. Finlanda, Țările Baltice, Polonia și Ucraina erau transferate sferei de putere germane. Investițiile economice și politice făcute de Germania în Vladimir Lenin dăduseră roade. Armata Germană nu și-a schimbat planurile militare în ce privește Finlanda după semnarea păcii cu bolșevicii deoarece Războiul Civil al finlandezilor deschisese accesul ușor cu costuri reduse în Fennoscandia, unde situația geopolitică se schimbase, soldați ai unei escadrile a Marinei Britanice invadând portul Murmansk de pe coasta nord-vestică a Rusiei, la Oceanul Arctic la 9 martie 1918.
La 5 martie, o unitate navală germană a debarcat în arhipelagul sud-vestic al Finlandei, în Insulele Åland, pe care expediția militară suedeză le preluase la jumătatea lui februarie. La 3 aprilie 1918, cei 10,000 de oameni din Divizia Mării Baltice⁠(d), condus de Rüdiger von der Goltz, a lansat atacul principal, la vest de Helsinki la Hanko, urmați fiind la 7 aprilie de cei 3.000 din Detașamentul Brandenstein⁠(d) care au cucerit orașul Loviisa de pe coasta de sud-est. Principalele formațiuni germane au înaintat rapid către est de la Hanko și au cucerit Helsinki la 12–13 aprilie. Brigade Brandenstein a trecut de orașul Lahti la 19 aprilie, retezând legătura între Gărzile Roșii din est și cele din vest. Principalul detașament german a înaintat spre nord de la Helsinki și a cucerit Hyvinkää și Riihimäki la 21–22 aprilie, urmat de Hämeenlinna la 26 aprilie. Prestația eficientă a detașamentelor germane de top contrasta izbitor cu trupele rusești demoralizate.

##### Bătălia de la Helsinki
După ce negocierile de pace între germani și Roșii finlandezi au fost întrerupte la 11 aprilie, a început adevărata bătălie pentru capitala Finlandei. La 12 aprilie, la orele 5 a.m. 2000–3000 de soldați germani din Brigade von Tshirsky au atacat orașul dinspre nord-vest, susținuți de-a lungul căii ferate Helsinki-Turku. Germanii au penetrat în zona dintre Munkkiniemi și Pasila, și au înaintat în zonele central-vestice ale orașului. Escadrila navală germană Meurer a blocat portul, a bombardat sudul orașului și a debarcat trupe ale marinei la Katajanokka. Circa 8000–9000 de Roșii finlandezi apărau Helsinki, dar cele mai bune trupe ale lor se aflau pe frontul principal al războiului din 1918, aflat mai la nord. Principalele centre ale apărării Roșiilor au fost Casa Muncitorilor, gara, Cartierul General al Roșiilor din „Smolna” (fostul palat al guvernatorului general rus din Esplanada de Sud), zona Senat-Universitate, și fostele garnizoane rusești din Helsinki. Până târziu în seara de 12 aprilie, mare parte din zonele sudice și întreaga zonă vestică a orașului fusese ocupată de germani, care au curățat orașul casă cu casă, stradă cu stradă. Gărzile Albe locale din Helsinki, ascunse în oraș pe timpul războiului, au intrat și ele în luptă pe măsură ce germanii înaintau prin oraș. La 13 aprilie, trupele germane au preluat Piața, „Smolna”, Palatul Prezidențial, și zona Senat-Ritarihuone. Spre sfârșit, Brigade Wolff cu 2000–3000 de soldați a intrat și ea în luptă. Unitățile s-au deplasat rapid dinspre nord către estul orașului, pătrunzând în cartierele muncitorești Hermanni, Kallio și Sörnäinen. Artileria germană a bombardat și a distrus Casa Muncitorilor din Helsinki⁠(d), și a stins lumina Roșie a revoluției finlandeze. Părțile estice ale orașului au capitulat la orele prânzului în 13 aprilie; steagul alb a fost înălțat pe turnul bisericii Kallio, dar lupte sporadice au continuat până seara. În total, 100–200 de germani, 300 de Roșii și 20 de soldați ai Gărzilor Albe au murit în luptă. Circa 8000 de Roșii au fost luați prizonieri. Armata Germană a sărbătorit victoria și și-a demonstrat puterea cu o mare paradă militară în centrul orașului la 14 aprilie 1918.

### Teroarea Albă și Roșie

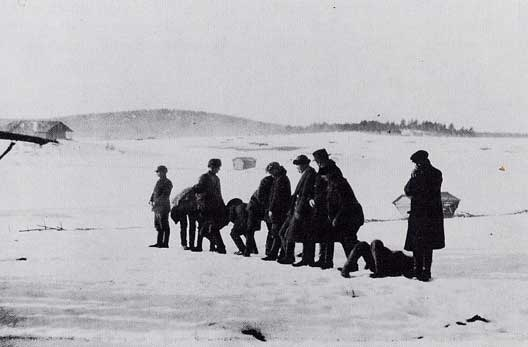
Pluton de execuție Alb executând soldați Roșii în Länkipohja, Längelmäki.

Pe parcursul Războiului Civil, Armata Albă și Gărzile Roșii au comis acte de teroare, denumite „Teroarea Roșie” și „Teroarea Albă”. Pragul violenței politice fusese trecut în Marele Ducat al Finlandei în prima perioadă de rusificare 1899–1905 când naționaliștii finlandezi îl asasinaseră pe guvernatorul general rus, ucigând și polițiști și un funcționar finlandez. Primul Război Mondial a lărgit potențialul terorii, ea răspândindu-se și la Antanta și la Puterile Centrale. Revoluția din Februarie 1917 inițiase în Finlanda o teroare amplă; soldații de rând ai Armatei Ruse au ucis câțiva ofițeri ruși în martie 1917. Prima victimă finlandeză, un muncitor din agricultură, a fost împușcat la începutul lui august 1917 la Ypäjä, în timpul unei greve locale. Greva generală din noiembrie 1917 a dus la escaladarea terorii politice; Gărzile Muncitorești au ucis 27 de finlandezi.
În timpul războiului din 1918 au fost două feluri de violență politică Roșie și Albă: (i) o parte calculată a războiului de ansamblu, (ii) omoruri locale, personale și acte de răzbunare. În cazul primei, liderii de ambele părți au pus la cale și au organizat aceste acțiuni, și au dat ordine către nivelurile inferioare. Cel puțin o treime din teroarea Roșie și mare parte din cea Albă au fost conduse de la nivel central. La început, guvernele Finlandei Albe și Finlandei Roșii s-au opus oficial actelor de teroare, dar asemenea hotărâri operaționale au fost luate la nivel militar. Scopul principal al terorii Albe și Roșii a fost acela de a distruge structura politică a inamicului, a elibera și asigura zonele guvernate de armate încă de la începutul conflictului și zonele ocupate de unitățile comune din timpul conflictului. Un alt scop al terorii a fost acela de a crea șoc și teamă în rândul populației civile și soldaților inamici. Natura paramilitară a combatanților și lipsa abilităților de luptă, în ambele armate, a dus la și a creat ocazia pentru utilizarea terorii ca armă militară. Teroarea a atins unele dintre obiectivele militare propuse, dar a dat și motivație suplimentară fiecărei părți de a acționa împotriva unui dușman perceput ca fiind inuman și crud. Propaganda Roșiilor și Albilor utiliza actele de teroare ale adversarului, ceea ce mărea violența politică locală și întreținea spirala răzbunării.
Numărul victimelor și perioadele de exercitare a terorii au fost diferite între cele două tabere.
| Luni           | Morți cauzate de violența Roșiilor | Morți cauzate de violența Albilor |
| -------------- | ---------------------------------- | --------------------------------- |
| Februarie 1918 | 700                                | 350                               |
| Martie 1918    | 200                                | 500                               |
| Aprilie 1918   | 700                                | 2200                              |
| Mai 1918       | 50                                 | 4800                              |
| Iunie 1918     | -                                  | 400                               |

Numărul de ucideri comise de Gărzile Roșii a fluctuat de la lună la lună deoarece Roșii nu au reușit niciodată să ocupe și să păstreze noi zone în afara Finlandei Roșii, și a trebuit să-și concentreze eforturile pe Finlanda sudică, industrializată, unde se confruntau cu clasele conducătoare ale Finlandei, și apoi spre final deoarece s-au retras din sudul țării. Gărzile Roșii au fost mai slab organizate decât Armata Albă în raport cu teroarea politică. Numărul de omoruri comise de Albi a variat deoarece au ocupat Finlanda sudică, și la început nu au întâmpinat rezistență în zona Finlandei Albe. Teroarea Albă pe scară largă a început cu ofensiva generală a Albilor din martie 1918, a crescut constant, a culminat la sfârșitul războiului și a încetat la scurt timp după ce inamicii au fost trimiși în lagăre.

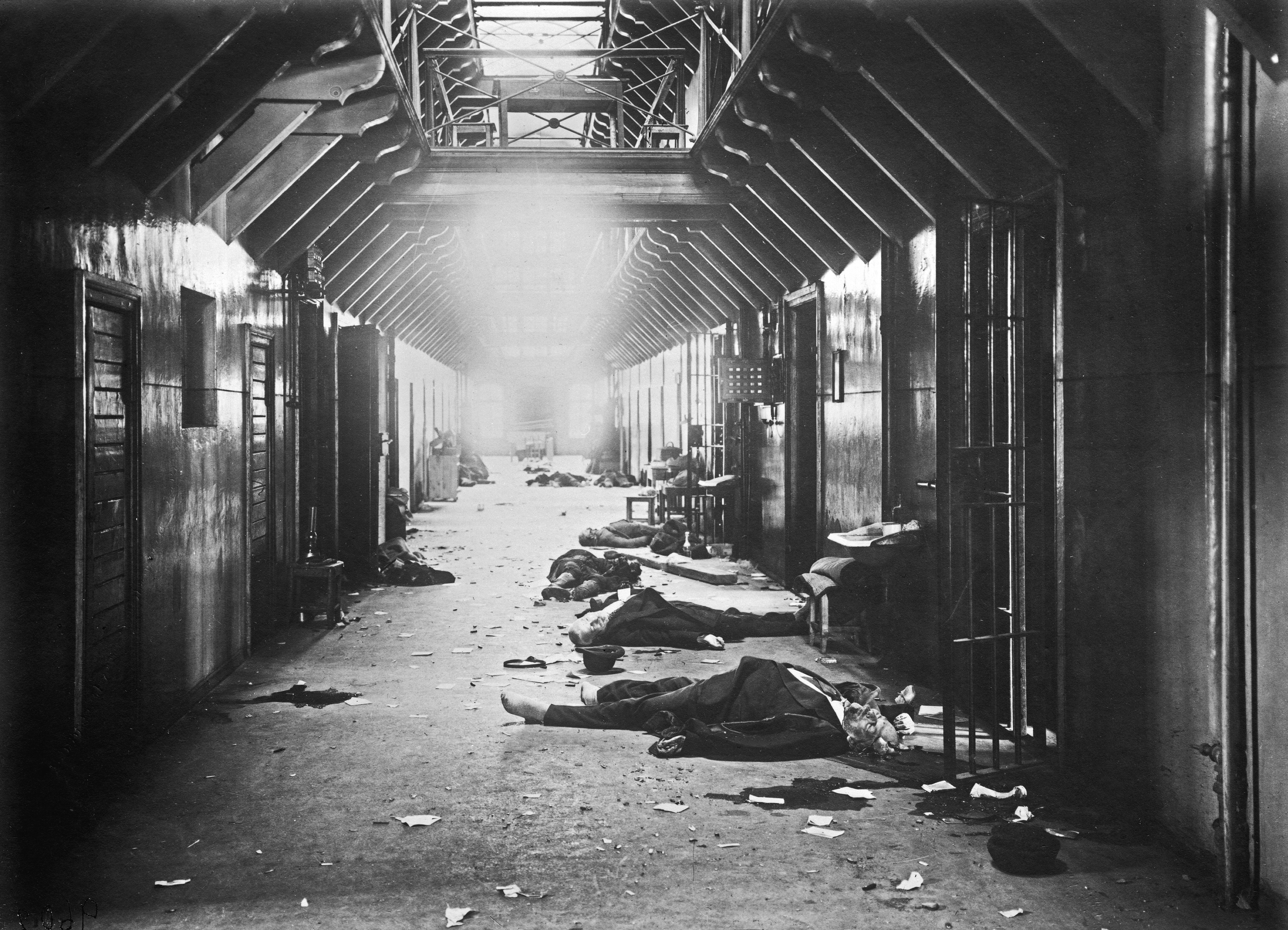
Victime Albe ale terorii Roșii la închisoarea din Viipuri.

Gărzile Roșii au executat reprezentanții puterii economice și/sau sociale din Finlanda, inclusiv politicieni, mari proprietari de pământ, industriași, polițiști, funcționari, profesori și lideri și membri ai Gărzilor Albe. Au fost executați și zece preoți ai Bisericii Evanghelice Lutherane a Finlandei⁠(d) și 90 de socialiști moderați. Cele două mari centre ale terorii Roșii au fost Toijala și Kouvola. Acolo au fost executați 300–350 de Albi între februarie și aprilie 1918.
Gărzile Albe au executat Gărzile Roșii și liderii de partid, reprezentanți social-democrați în parlament și în administrația Roșie, membrii poliției și tribunalelor Roșii, și soldați obișnuiți ai Gărzilor Roșii, precum și pe aceea care participaseră într-un fel sau altul la Teroarea Roșie. La apogeul Terorii Albe, între sfârșitul lui aprilie și începutul lui mai, erau împușcați 200 de Roșii pe zi. Teroarea Albă a lovit cu precădere împotriva soldaților ruși care au luptat de partea Gărzilor Roșii finlandeze, și câțiva civili ruși ne-socialiști au fost executați după luptele pentru Viipuri.
Mare parte a terorii a fost executată de „detașamente volante” desfășurate de ambele tabere. Acestea erau unități de cavalerie, de regulă formate din 10 până la 80 de soldați cu vârste între 15 și 20 de ani, sub autoritatea absolută a unui lider adult cu experiență. Detașamentele, specializate în operațiuni de căutare și distrugere⁠(d) în spatele liniei frontului în timpul și după bătălii, au fost descrise ca comandouri ale morții. Ele se asemănau cu Sturmbattalion din armata germană și cu unitățile de asalt rusești organizate în Primul Război Mondial.
În total, 1650 de Albi au murit în Teroarea Roșie și 10.000 de Roșii au murit în Teroarea Albă. Victimele Albe au fost înregistrate destul de exact, dar în ce privește victimele Roșii rămân incertitudini. Nu este clar care victime au murit în lupte și care au fost executate imediat după acestea. Cumulat cu experiențele Roșiilor în lagărele de concentrare spre sfârșitul lui 1918, teroarea a produs cele mai profunde efecte psihice ale Războiului Civil asupra majorității finlandezilor, indiferent de afilierea politică. Se știe și că o parte a acelora care au comis acte de teroare au fost și ei traumatizați, fenomen ce ulterior a fost bine documentat.

### Sfârșitul
După înfrângerea de la Tampere și sub amenințarea invaziei diviziei germane de pe coasta sudică, Delegația Poporului s-a retras de la Helsinki la Viipuri la 8 aprilie. După ce au pierdut Helsinki, majoritatea, cu excepția lui Edvard Gylling care a rămas lângă luptători, au plecat la Petrograd la 25 aprilie 1918. Fuga conducerii Roșii a indus resentimente în sânul soldaților Roșii. La sfârșitul lui aprilie, mii de soldați Roșii rămași fără o conducere reală, au încercat să fugă la Petrograd din Finlanda Roșie, dar majoritatea refugiaților au fost asediați de Albi și de trupele germane. Roșii au capitulat la 1–2 mai în zona Lahti. S-au format convoaie lungi de Roșii, cu femei și copii, care reușiseră o fugă disperată și haotică cu pierderi umane din calea dușmanilor. Pentru Roșii, a fost un „drum al lacrimilor”, dar pentru Albi convoaiele inamicului fugind spre est erau un semn al victoriei. Ultima redută a Gărzilor Roșii din Finlanda sud-estică, zona dintre Kouvola și Kotka, a căzut la 5 mai. Războiul din 1918 a luat sfârșit la 15 mai, când Albii au preluat Ino, o bază rusească de artilerie de coastă⁠(d) de pe Istmul Karelian, de la trupe rusești. Finlanda Albă și generalul Mannerheim au sărbătorit victoria cu o mare paradă militară la Helsinki la 16 mai 1918.
Gărzile Roșii au fost învinse. Mișcarea muncitorească finlandeză, inițial pacifistă, a pierdut Războiul Civil, mai mulți lideri militari ai săi s-au sinucis și majoritatea Roșiilor au fost trimiși în lagăre. Senatul de la Vaasa a revenit la Helsinki la 4 mai 1918, dar capitala se afla sub controlul Armatei Germane. Finlanda Albă devenise protectorat al Imperiului German. Generalul Rüdiger von der Goltz⁠(d) a fost denumit „adevăratul regent al Finlandei”. Nu s-au dus negocieri de pace și nu s-a semnat niciun armistițiu între Albi și Roșii, și nici vreun tratat oficial de pace care să pună capăt Războiului Civil Finlandez.

## Urmări
| Vieți pierdute                                                           | Vieți pierdute | Vieți pierdute | Vieți pierdute | Vieți pierdute |
| Cauza morții                                                             | Roșii          | Albi           | Alții          | Total          |
| ------------------------------------------------------------------------ | -------------- | -------------- | -------------- | -------------- |
| Morți în lupte                                                           | 5199           | 3414           | 790            | 9403           |
| Executați, împușcați sau uciși                                           | 7370           | 1424           | 926            | 9720           |
| Morți în lagăre de concentrare                                           | 11652          | 4              | 1790           | 13446          |
| Morți după eliberarea din lagăre                                         | 607            | -              | 6              | 613            |
| Dispăruți                                                                | 1767           | 46             | 380            | 2193           |
| Alte cauze                                                               | 443            | 291            | 531            | 1265           |
| Total                                                                    | 27038          | 5179           | 4423           | 36640          |
| Sursa: Arhivele Naționale Arhivat în 10 martie 2015, la Wayback Machine. |                |                |                |                |

### Moștenirea războiului
Războiul Civil a fost o catastrofă pentru Finlanda; circa 36.000 de oameni, 1,2% din populația totală, au murit. Războiul a lăsat circa 15.000 de copii orfani. Ca și alte războaie, mare parte din morți au survenit în afara câmpurilor de luptă, în campaniile de teroare și din cauza condițiilor grele din lagăre. Mulți susținători ai Finlandei Roșii au fugit în Rusia la sfârșitul războiului și în perioada imediat următoare. Traumatizantul război a adâncit diviziunile din sânul societății finlandeze, numeroși finlandezi neutri sau moderați identificându-se ca „cetățeni a două națiuni”.
Războiul din 1918 a dus și la dezintegrarea facțiunilor socialiste și nesocialiste. Bascularea puterii politice către dreapta a produs o dispută între conservatori și liberali pe tema sistemului de guvernare pe care să-l adopte Finlanda: primii cereau monarhie și parlamentarism restrâns, ceilalți cereau o republică democratică și reforme sociale. Ambele părți își justificau ideile pe baze politice și legale. Monarhiștii susțineau că legea din 1772 care instituia monarhia (din perioada suedeză) era încă în vigoare, și că declarația de independență de la 6 decembrie 1917 determinând doar „un principiu de republică” și că constituția trebuia să fie modificată. Ei propuneau Finlandei o constituție monarhistă modernizată. Republicanii susțineau că legea din 1772 și-a pierdut statutul în Revoluția din Februarie, puterea și autoritatea țarului fiind asumată de parlamentul finlandez prin proclamația de la 15 noiembrie 1917 și că republica fusese acceptată prin declarația de independență. Republicanii au reușit să amâne prelucrarea propunerii monarhiștilor în parlament și în cele din urmă constituția monarhistă nu a fost acceptată. Monarhiștii au răspuns prin punerea directă în aplicare a legii din 1772 pentru alegerea unui nou monarh.
O consecință majoră a conflictului din 1918 a fost destrămarea mișcării muncitorești finlandeze, divizată în trei părți: social-democrații moderați și socialiștii de stânga rămași în Finlanda, și comuniștii ce acționau în Rusia Sovietică cu susținerea bolșevicilor. Partidul Social Democrat a ținut prima ședință oficială după război la 25 decembrie 1918, partidul proclamându-și angajamentul pentru mijloacele parlamentare și compunând un program politic moderat, și dezavuând bolșevismul și comunismul. Liderii Finlandei Roșii care fugiseră în Rusia, pe de altă parte, au înființat Partidul Comunist Finlandez la Moscova în 29 august 1918. După lupta pentru putere din 1917 și după sângerosul război civil, foștii fennomani și social-democrați, care susținuseră mijloacele „ultrademocratice” în Finlanda Roșie, se declarau acum angajați în comunismul bolșevic revoluționar, fideli ideii de dictatură a proletariatului, sub controlul lui V.I. Lenin.

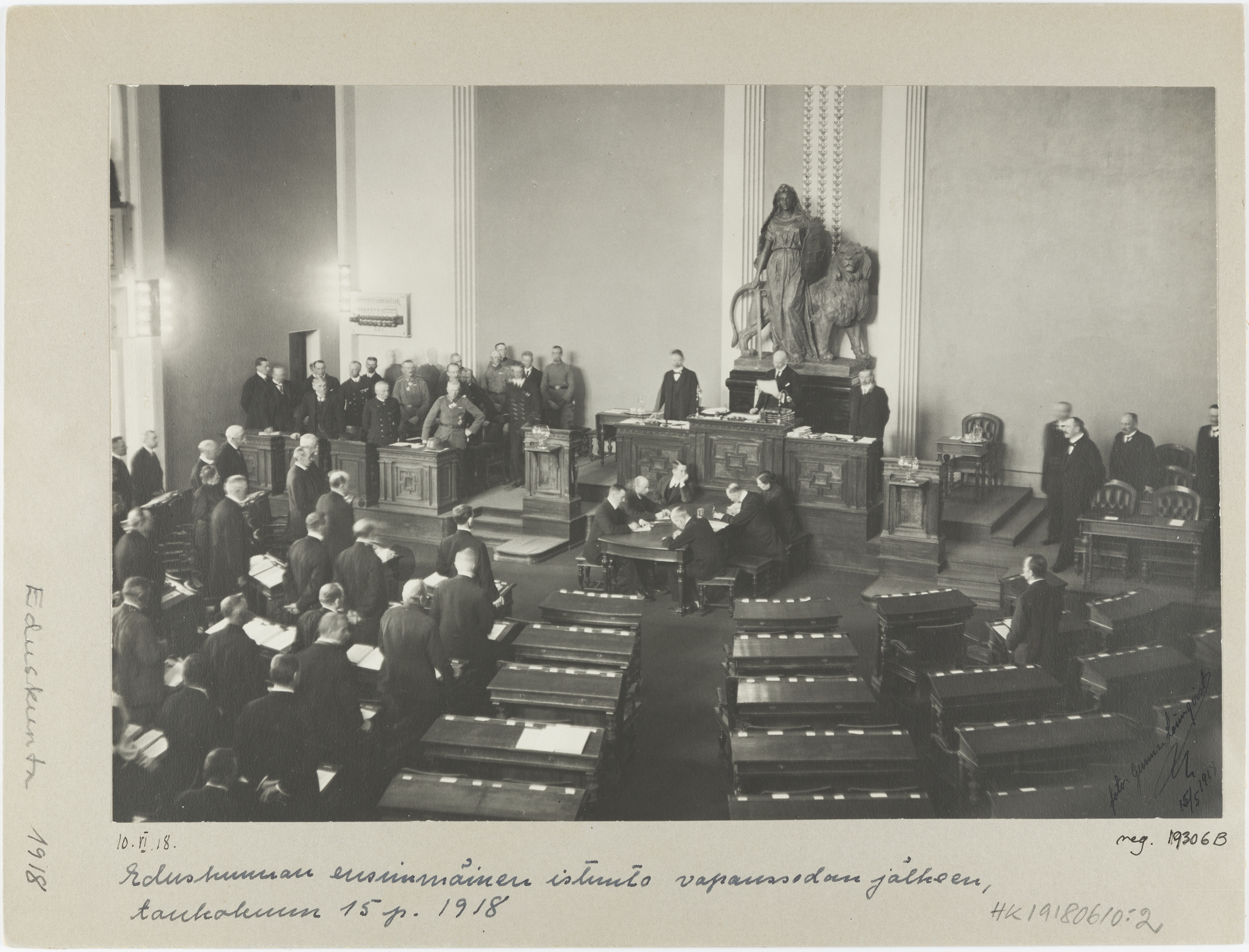
Parlamentul parțial al Finlandei, Helsinki 1918. Ofițeri ai Armatei Germane în stânga, și social-democratul Matti Paasivuori în dreapta, reprezentând de unul singur socialiștii finlandezi.

Un nou Senat conservator, majoritar monarhist, a fost înființat de JK Paasikivi în mai 1918. Toți membrii parlamentului care luaseră parte la revoltă au fost demiși. Astfel, a rămas în parlament un singur social-democrat, căruia ulterior i s-au mai alăturat doi. Acesta a fost astfel denumit un „parlament parțial”. La sfârșitul lui mai 1918, Senatul a cerut trupelor germane să rămână în țară. În ansamblu, tratatul din 3 martie de la Brest-Litovsk pusese Finlanda Albă în sfera de influență a Imperiului German și acordurile semnate cu germanii la 7 martie 1918 în schimbul intervenției militare legaseră Finlanda politic, economic și militar de Germania. În vara lui 1918, Germania a propus un nou pact militar, ca parte a planului de a asigura produse alimentare pentru germani și materii prime pentru industria lor din Europa de Est, și de a-și mări controlul asupra Rusiei. Generalul Mannerheim a demisionat din funcție la 25 mai din cauză că nu a fost de acord cu Senatul pe tema hegemoniei germane asupra țării și din cauza planurilor sale de a ataca atât Petrogradul pentru a-i respinge pe bolșevici, cât și Karelia rusească. Germanii s-au opus acestor atacuri conform tratatelor de pace semnate de ei cu Rusia.
La 9 octombrie, sub presiunea Germaniei, Senatul monarhist și parlamentul parțial au ales un principe german, pe Friedrich Karl, cumnatul împăratului german Wilhelm al II-lea, să devină rege al Finlandei. În cele din urmă, generalul Rüdiger von der Goltz⁠(d) a reușit să profite de vidul de putere și de puterea duală formată în Finlanda în anii 1917–1918, în beneficiul puterii politice a Imperiului German. Toate aceste măsuri au știrbit suveranitatea Finlandei. Finlandezii, atât cei de dreapta cât și cei de stânga, dobândiseră independența la 6 decembrie 1917 fără să tragă un foc de armă, dar apoi au compromis acea independență permițând germanilor să pătrundă fără dificultate în țară în timpul Războiului Civil.
Situația economică a țării se deteriorase atât de drastic încât revenirea la nivelul dinainte de conflict a fost posibilă abia în 1925. Cea mai acută criză a fost în domeniul proviziilor de hrană, deja deficiente în 1917, deși foametea fusese evitată în sudul Finlandei. Războiul Civil, trebuia să rezolve toate problemele, conform conducătorilor Roșii și Albi; în schimb, el a dus la foamete și în sudul Finlandei. Spre sfârșitul lui 1918, politicianul finlandez Rudolf Holsti⁠(d) a făcut apel la ajutoare către Herbert Hoover, președintele american al Comisiei pentru Ajutorare în Belgia⁠(d): Hoover a aranjat livrări de hrană și i-a convins pe Aliați să relaxeze blocada asupra Mării Baltice, care obstrucționase livrările de provizii către Finlanda.

#### Lagărele de prizonieri

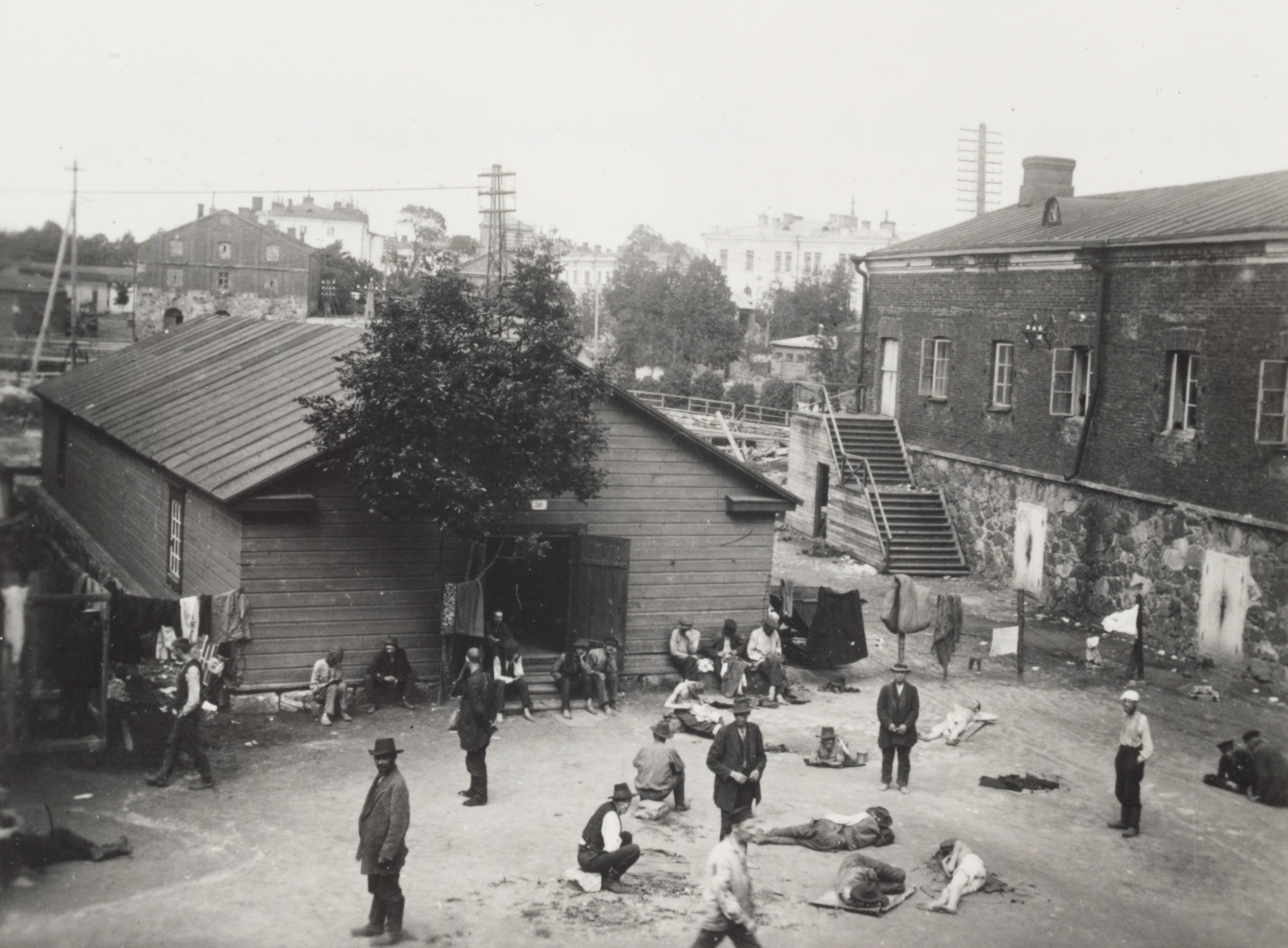
Lagăr de prizonieri la Suomenlinna, Helsinki. Peste 11.000 de oameni au murit în asemenea lagăre de foame, boli și execuții.

Armata Albă și trupele germane au capturat circa 80.000 de prizonieri de război Roșii, inclusiv 5000 de femei, 1500 de copii și 8000 de ruși. Cele mai mari lagăre de prizonieri au fost Suomenlinna, o insulă în fața orașului Helsinki, Hämeenlinna, Lahti, Riihimäki, Tammisaari (Ekenäs), Tampere și  Viipuri. Senatul a hotărât să țină prizonierii încarcerați până la anchetarea vinovăției fiecărei persoane; legea pentru Tribunalul Trădării a fost adoptată la 29 mai 1918. Tribunalul nu întrunea toate standardele unei justiții neutre, din cauza atmosferei din Finlanda Albă după război. În total au fost examinate 76.000 de cazuri și au fost condamnați 68.000 de Roșii, în special pentru complicitate la trădare; 39.000 au fost eliberați condiționat⁠(d), iar pedeapsa medie primită de restul a fost de 2–4 ani de penitenciar. 555 de oameni au fost condamnați la moarte, dintre care 113 au fost executați. Procesele au arătat și că unii adulți nevinovați fuseseră încarcerați.
Combinate cu penuria severă de alimente, încarcerările în masă au dus la mortalități ridicate în lagăre, catastrofa împletindu-se cu mentalitatea de pedeapsă, furie și indiferență a învingătorilor. Mulți deținuți se simțeau părăsiți de conducătorii lor care fugiseră în Rusia. Starea fizică și psihică a deținuților a scăzut rapid în mai, când aprovizionarea cu alimente fusese întreruptă pe timpul retragerii haotice a Gărzilor Roșii din aprilie, și un număr mare de deținuți Roșii fuseseră trimiși în lagăre de concentrare mai puțin organizate în prima jumătate a lui aprilie la Tampere și Helsinki. Ca urmare, în iunie 2900 de oameni au murit de foame ca urmare sau de bolile cauzate de malnutriție și de gripa spaniolă, apoi 5000 în iulie, 2200 în august, și 1000 în septembrie. Rata mortalității a fost cea mai mare în lagărul Tammisaari, de 34%, iar în altele ea a fluctuat între 5 și 20 de procente. În total, circa 13.000 de finlandezi au murit (3000-4000 de gripă spaniolă). Morții au fost îngropați în gropi comune lângă lagăre.
Majoritatea deținuților au fost eliberați condiționat sau grațiați până la sfârșitul lui 1918, după schimbara situației politice. La sfârșitul anului mai rămăseseră 6100 de deținuți Roșii, apoi la sfârșitul lui 1919 4000 (dintre care 3000 au fost grațiați în ianuarie 1920, când au fost acordate din nou drepturi civile pentru 40.000 de deținuți), 500 în 1923, și în 1927 au fost grațiați ultimii 50 de deținuți de către guvernul social-democrat al lui Väinö Tanner⁠(d). În 1973, guvernul finlandez a plătit despăgubiri pentru 11.600 de persoane încarcerate în timpul Războiului Civil. Se pot găsi câteva motive pentru susținerea pe termen lung relativ ridicată primită de comunism în Finlanda; pentru generația de stânga din timpul Războiului Civil; greutățile traumatizante ale lagărelor de prizonieri au fost decisive.

### Compromis
Cum soarta finlandezilor fusese decisă în afara Finlandei la Sankt Petersburg la 15 martie 1917, la fel a fost hotărâtă din nou la 11 noiembrie 1918, de această dată la Berlin, când Germania a acceptat înfrângerea în Primul Război Mondial. Planurile mărețe ale Imperiului German s-au transformat în ruină, iar revoluția s-a răspândit în sânul poporului german din cauza lipsei de alimente, a nemulțumirii de războiul îndelungat, și a înfrângerilor în bătăliile de pe Frontul de Vest. Generalul Rüdiger von der Goltz și trupele germane au plecat din Helsinki la 16 decembrie, iar prințul Friedrich Karl, care nu fusese încă încoronat, și-a părăsit poziția la 20 decembrie. Statutul Finlandei s-a schimbat de la cel de protectorat monarhist al Imperiului German la cel de republică democratică independentă, cu o societate civilă în curs de modernizare. Sistemul de guvernare, Constituția Finlandei, a fost confirmat la 17 iulie 1919.
Primele alegeri locale pe baza votului universal din istoria Finlandei s-au ținut între 17–28 decembrie 1918, iar primele alegeri parlamentare după Războiul Civil au avut loc la 3 martie 1919. Statele Unite și Regatul Unit au recunoscut suveranitatea Finlandei la 6–7 mai 1919. Puterile Occidentale cereau înființarea de republici democratice în Europa postbelică pentru a liniști răspândirea mișcărilor revoluționare în Europa. Tratatul fino-rus de la Tartu semnat la 14 octombrie 1920 avea ca scop stabilizarea relațiilor politice și a unei frontiere între fostul Mare Ducat și Rusia.

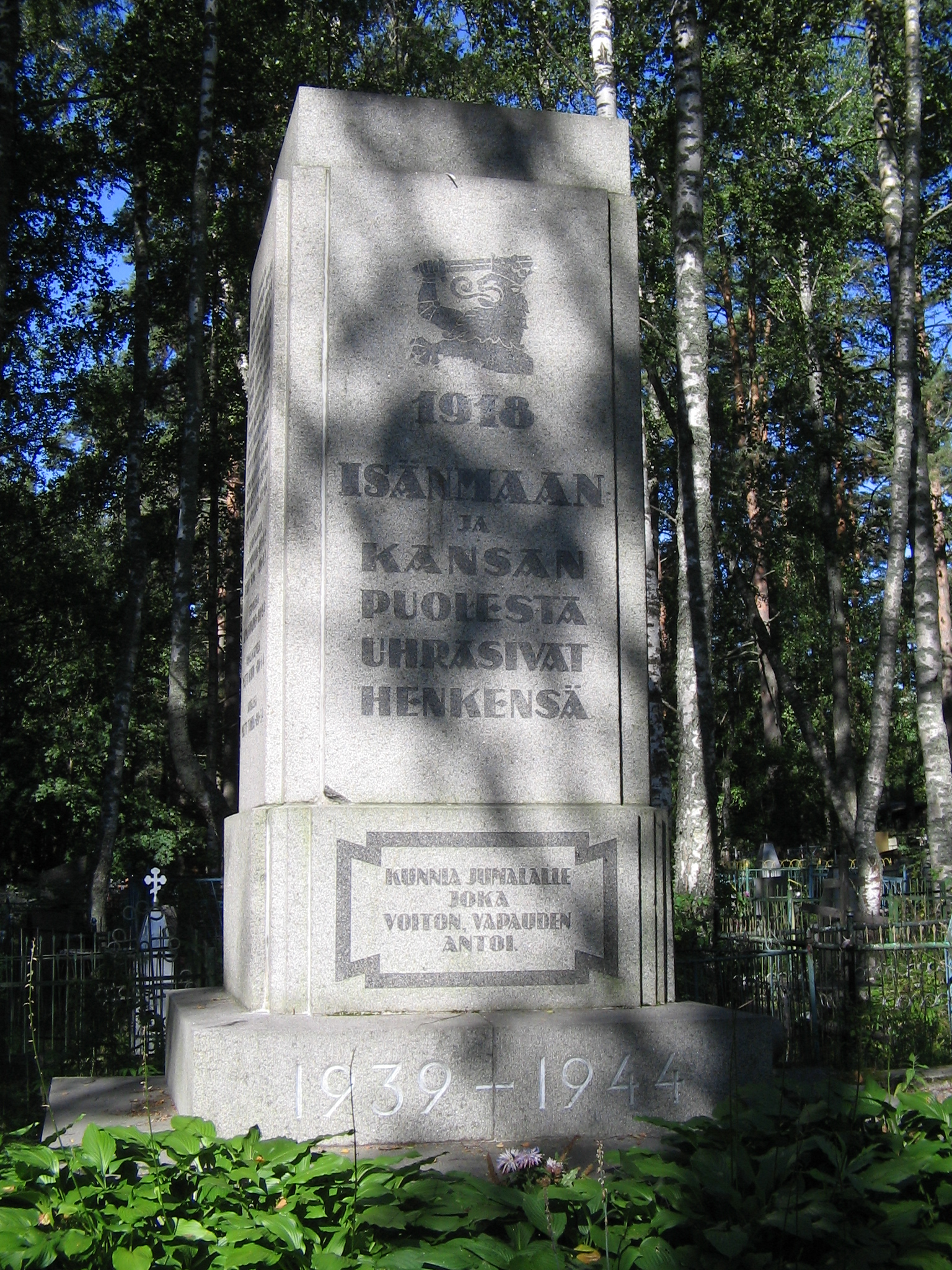
Monumentul Gărzilor Albe din Războiul Civil din 1918 aflat astăzi în Kamennogorsk, Rusia.

La începutul lui 1919, un social-democrat moderat, Väinö Voionmaa, scria: „Cei care încă mai cred în viitorul acestei națiuni trebuie că au o credință excepțional de puternică. Această tânără țară independentă a pierdut aproape totul din cauza războiului....” El a fost un tovarăș vital pentru liderul Partidului Social Democrat reformat, Väinö Tanner. În aprilie 1918, un social-liberal, nesocialist, care avea să devină președintele Finlandei, K.J. Ståhlberg, ales la 25 iulie 1919, nota: „Este urgent să aducem viața și dezvoltarea din această țară înapoi pe calea pe care ajunsesem deja în 1906 și de care agitația războiului ne-a îndepărtat.” El era susținut de Santeri Alkio, liderul Ligii Agrare. Colegul de partid al lui Alkio, Kyösti Kallio, a ținut cuvântarea de la Nivala de la 5 mai 1918 spunând: „Trebuie să reconstruim o națiune finlandeză, care să nu fie împărțită în Roșii și Albi....Trebuie să construim o republică finlandeză democratică, în care toți finlandezii să simtă că sunt adevărați cetățeni și membri ai acestei societăți." În cele din urmă, mulți dintre conservatorii moderați finlandezi au mers pe calea gândirii lui Lauri Ingman, care scria în primăvara lui 1918: „O turnură politică mai spre dreapta nu ne va ajuta acum, în schimb ar întări socialismul la noi în țară.”
Împreună cu ceilalți finlandezi cu gândire de ansamblu, noul parteneriat a construit un compromis finlandez care a ajuns să producă o democrație parlamentară largă și stabilă. Acest compromis s-a bazat atât pe înfrângerea Finlandei Roșii în Războiul Civil cât și pe faptul că mare parte din scopurile politice ale Finlandei Albe nu au fost atinse. După ce forțele străine au părăsit Finlanda, facțiunile militante ale Roșiilor și ale Albilor și-au pierdut și ele susținerea, în timp ce integritatea națională și culturală dinainte de 1918, precum și moștenirea fennomaniei, și-au reluat locul de frunte în rândul finlandezilor. Slăbiciunea atât a Germaniei cât și a Rusiei după Primul Război Mondial au întărit Finlanda și au făcut posibilă o înțelegere socială și politică pașnică în țară. Reconcilierea a dus la o lentă și dureroasă, dar constantă unificare națională. În cele din urmă, vidul de putere și interregnumul din 1917–1919 a făcut loc compromisului finlandez. Din 1919 și până în 1991, democrația și suveranitatea finlandezilor s-a confruntat cu provocări din partea radicalismului de dreapta și de stânga, cu criza celui de al Doilea Război Mondial și cu presiunea Uniunii Sovietice în timpul Războiului Rece.

## În cultura populară

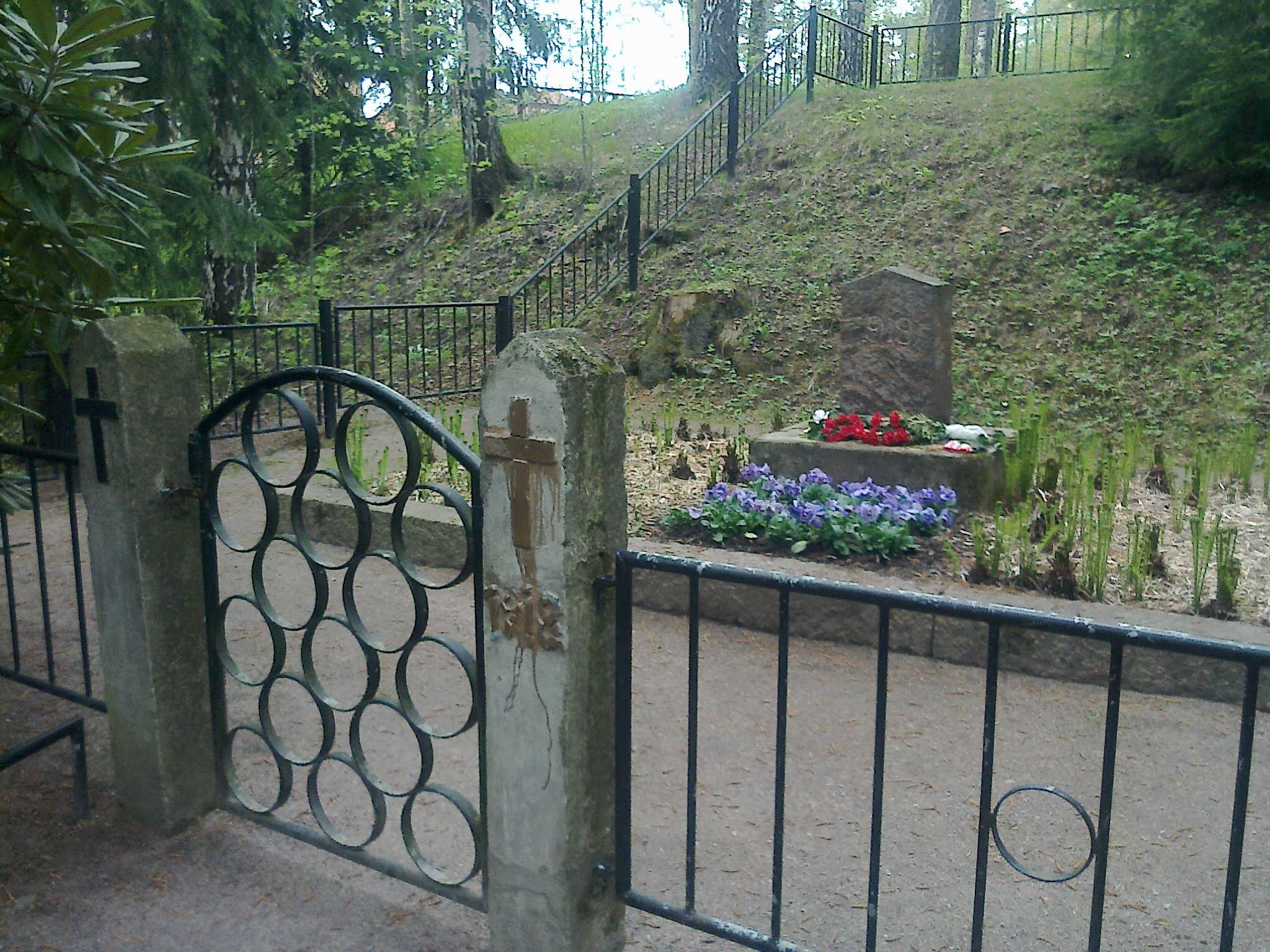
Mormântul Fraților din Haaga de Nord, Helsinki, unde sunt înmormântați câțiva soldați ai Gărzii Roșii și unii civili.

Între 1918 și anii 1950, mainstreamul literaturii și poeziei finlandeze au prezentat războiul din 1918 numai din perspectiva Albilor câștigători; de exemplu, „Psalmul tunurilor” (în finlandeză Tykkien virsi) de Arvi Järventaus din 1918. În poezie, Bertel Gripenberg, care se oferise voluntar pentru Armata Albă, și-a celebrat cauza în „Marea Epocă” (în sami Den stora tiden) în 1928, iar V.A. Koskenniemi în „Tânărul Anssi” (în finlandeză Nuori Anssi) în 1918. Poveștile de război ale Roșiilor au fost trecute sub tăcere sau ascunse în sânul familiilor sau în cercurile muncitorești restrânse. La scurt timp după conflict au apărut și primele cărți critice și neutre: „Sfânta mizerie” (în finlandeză Hurskas kurjuus) scrisă de laureatul Premiului Nobel pentru Literatură Frans Emil Sillanpää în 1919, „Merii uscați” (în finlandeză Kuolleet omenapuut) de Joel Lehtonen în 1918 și „Venirea acasă” (în sami Hemkomsten) de Runar Schildt în 1919. După acestea, au venit Jarl Hemmer în 1931 cu cartea „Un om și conștiința sa” (în sami En man och hans samvete) și Oiva Paloheimo în 1942 cu „Copilărie zbuciumată” (în finlandeză Levoton lapsuus). Cartea lui Lauri Viita „Pământ răscolit” (în finlandeză Moreeni) din 1950, a prezentat viața și experiențele din 1918 ale unei familii de muncitori din Tampere, inclusiv din punctul de vedere al unor persoane neimplicate în Războiul Civil.
Între 1959 și 1962, Väinö Linna, în trilogia sa „Sub Steaua Nordului" (în finlandeză Täällä Pohjantähden alla), descria Războiul Civil și al Doilea Război Mondial din perspectiva poporului de rând. Partea a II-a din opera lui Linna a fost o deschidere însemnată către poveștile Roșiilor din războiul din 1918, și a avut un efect important asupra psihicului colectiv în Finlanda. În același timp, o nouă perspectivă asupra războiului a fost deschisă de cărțile lui Paavo Haavikko „Chestiuni private” (în finlandeză Yksityisiä asioita), de Veijo Meri „Evenimentele din 1918” (în finlandeză Vuoden 1918 tapahtumat) și Paavo Rintala „Bunica mea și Mannerheim” (în finlandeză Mummoni ja Mannerheim), toate publicate în 1960. În domeniul poeziei, Viljo Kajava, care fusese martor la ororile bătăliei de la Tampere pe când avea nouă ani, a prezentat o vedere pacifistă asupra războiului civil în „Poezii din Tampere 1918” (în finlandeză Tampereen runot) în 1966. Același punct de vedere asupra aceleiași bătălii a fost evidențiat de romanul „Cărăușul de cadavre” (în finlandeză Kylmien kyytimies) de Antti Tuuri din 2007. Trilogia lui Väinö Linna a fost cea care a schimbat cursul, după aceea apărând mai multe cărți scrise în principal din perspectiva taberei Roșii din 1918: trilogia Tampere de Erkki Lepokorpi din 1977, "Juho" de Juhani Syrjä din 1998 și „Comanda” (în finlandeză Käsky) de Leena Lander în 2003. Romanul epic al lui Kjell Westö „Unde am mers noi odată" (în sami Där vi en gång gått) publicat în 2006 tratează Războiul Civil Finlandez, urmând destinul unor personaje și ale familiilor lor din ambele tabere, înainte, în timpul și după război. Cartea lui Kjell Westö „Miraj 38” (în sami Hägring 38)  din 2013 descrie atmosfera din Finlanda interbelică și traumele post-conflict ale războiului din 1918. Povestirile lui F.E. Sillanpää, Väinö Linna, Lauri Viita, Jarl Hemmer, Paavo Rintala, Leena Lander și Kjell Westö au fost ecranizate și adaptate în filme și piese de teatru.